# Agadir
Pour les articles homonymes, voir Agadir (homonymie).
Cet article possède un paronyme, voir Akadyr.
Agadir (en chleuh : ⴰⴳⴰⴷⵉⵔ Agadir ; en arabe : أݣادير ou اگادير ou أكادير ou أغادير,), aussi appelée Agadir Irir (en chleuh : ⴰⴳⴰⴷⵉⵔ ⵉⵖⵉⵔ Agadir Iɣir) est une ville du centre-ouest marocain, située sur la côte atlantique, dans la région du Souss, à 508 km au sud de Casablanca, et à 235 km à l'ouest de Marrakech. Surnommée «la capitale de Souss», Agadir est le chef-lieu de la région administrative Souss-Massa et de la préfecture d'Agadir Ida-Outanane.
D'après le recensement de 2024, Agadir comptait cette année-là 504 768 habitants dont 3 899 étrangers, et la population de la préfecture d'Agadir Ida-Outanane était de 721 431 habitants.
La population d'Agadir en 2023 est désormais estimée à 979 248. En 1950, la population d'Agadir était de 10 680 habitants. Agadir a connu une croissance de 18 810 habitants l'année dernière[Quand ?], ce qui représente une variation annuelle de 1,96 %.
La population locale de la ville est majoritairement chleuh. La darija est également utilisée comme langue par les habitants non-berbérophones.
Ravagée par un tremblement de terre en 1960, la ville qui était autrefois caractérisée par ses habitations blanches, a été entièrement reconstruite selon les normes parasismiques obligatoires. C'est désormais la plus grande station balnéaire du Maroc au climat exceptionnellement doux tout au long de l'année. Depuis 2010, bien desservie par les vols low cost (« bas prix ») et l'autoroute jusqu'à Tanger, la ville attire les populations de tout horizons et connaît une croissance annuelle de plus de 6 % par an en demande de logements.

## Toponymie
Le mot "Agadir" est un terme chleuh qui signifie grenier collectif fortifié ou citadelle, forteresse. Le nom d'Agadir est issu de la racine berbère GDR signifiant «talus», «terrain en forte déclivité», «escarpement»,.
Très peu de vestiges de la langue phénicienne, mais des inscriptions numismatiques rapportent que les Phéniciens connaissaient le site comme « un Gadir » ou « Agadir » (phénicien : 𐤀𐤂𐤃𐤓, ʾgdr), signifiant « le mur », « l'enceinte », ou (par métonymie) "la forteresse". Emprunté aux langues berbères, celui-ci est devenu « l'agadir » (tamazight : « mur » ; chleuh : « grenier fortifié »), mot courant dans les toponymes nord-africains. (La ville israélienne "Gedera" et la ville espagnole "Cadix" ont une étymologie commune avec la ville marocaine "Agadir".) Les Carthaginois ont continué à utiliser ce nom, et tous les noms ultérieurs en dérivent. (Le mot grec « cothon » fait référence à un bassin fortifié de type carthaginois que l'on peut voir sur des sites antiques tels que Motya),,,.

## Histoire

### Origines
L'histoire est pratiquement muette sur Agadir avant le XIIe siècle.
Au IIe siècle av. J.-C., l'historien Polybe évoque au nord de l'Afrique, sur l'Atlantique, un cap Rhysaddir, qui pourrait avoir été situé non loin d'Agadir, sa localisation est encore en débat.
La plus ancienne attestation que l’on trouve à propos d’Agadir apparaît sur une carte en 1325. Cette dernière indique un lieu appelé Porto Mesegina, tiré d’après le nom d’une tribu berbère : Mesguina, déjà cité au XIIe siècle.
Le début du XVIe siècle marque l’arrivée des Portugais à Agadir. Ils fondent alors un comptoir et une forteresse consacrés au développement rapide des activités de pêche. Pour assurer la sécurité du lieu, le roi portugais, Manuel Ier, agrandit le port, établit une garnison tout en soumettant la région à l’autorité portugaise, en 1513. Agadir devient alors un comptoir commercial actif par où passent des produits du sud marocain et aussi un point de rencontre des marchands européens de toutes nationalités. En 1541, le Chérif Saadien Mohammed ech-Cheikh s’empare de cette forteresse et de la fille du gouverneur portugais et ceci contribuera au retrait des Portugais sur le territoire marocain.
Des évènements se succèdent : le prestige de la dynastie Saadienne (ⵉⵙⵄⴷⵉⵢⵏ, Iseʿdiyen) et la naissance de la Casbah, le déclin et la première destruction de la Casbah.

#### Dates
- Visite de Polybe, 120 av. J.-C.
- Carte la plus ancienne indiquant la présence de la population, 1325.
- Entrée des Portugais, 1505.
- Construction de la kasbah Agadir Oufella, 1541.
- Refondation après le tremblement de terre (XVIIIe siècle), 1731.
- Rétablissement après le tremblement de terre (XXe siècle), 29 février 1960.

### Un comptoir portugais
En 1505, les Portugais, déjà installés sur les côtes marocaines, fondent un comptoir et une forteresse au pied de la colline devant la mer, Santa Cruz do Cabo de Aguer (Sainte Croix du Cap Ghir), à l'emplacement du quartier désormais disparu de "Founti" (nommé ainsi d'après le mot portugais fonte qui veut dire fontaine).

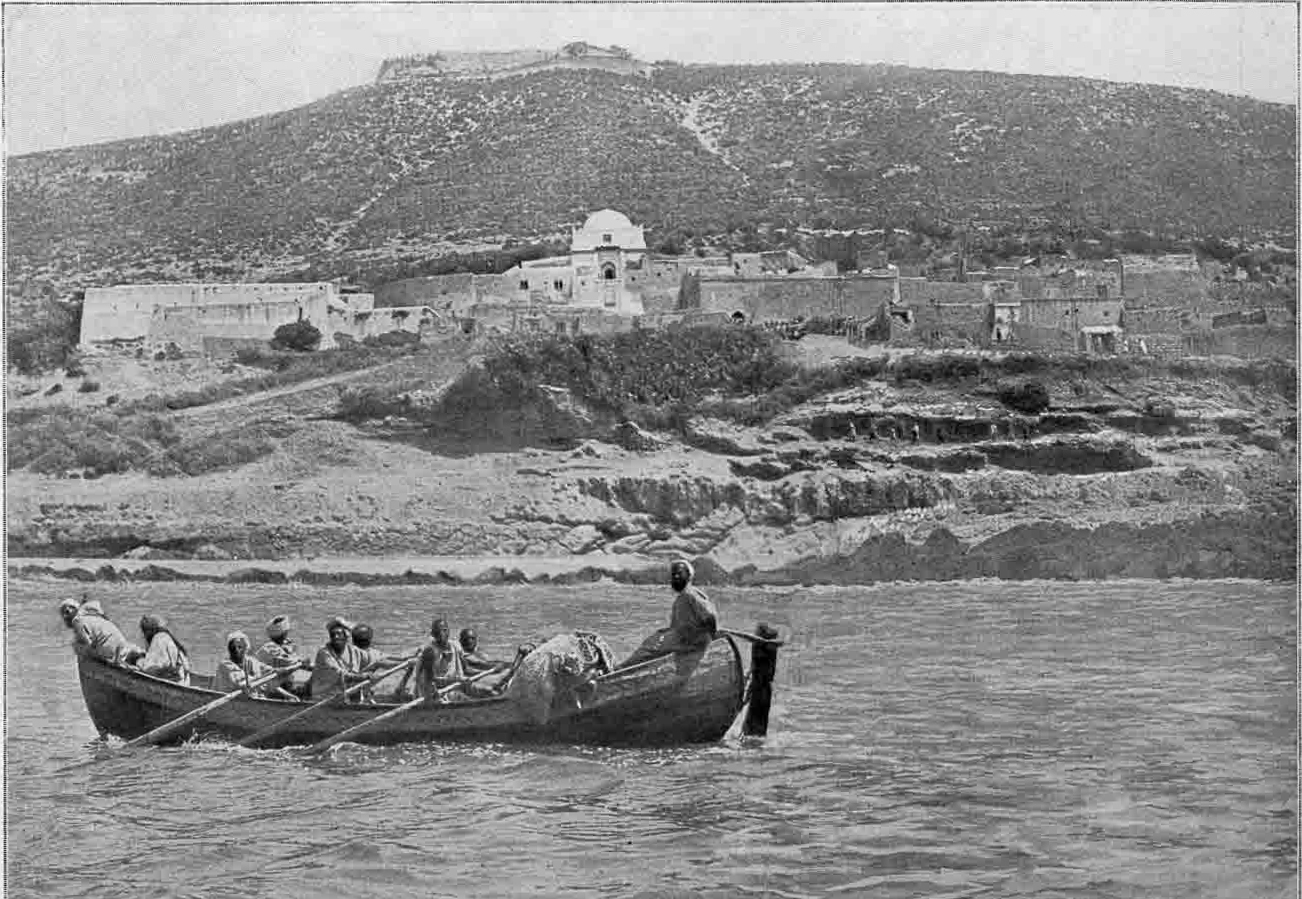
Founty et la Casbah en 1905.

Rapidement, les Portugais sont en butte à l'hostilité des tribus de la région. Dès 1530, ils sont bloqués dans Santa Cruz. Le reflux portugais s'amorce quand le 12 mars 1541 le Chérif Saâdien Mohammed ech-Cheikh s'empare de la forteresse de Santa Cruz de Aguer. Six cents survivants portugais sont faits prisonniers, dont le gouverneur Guterre de Monroy et sa fille Dona Mecia. Les captifs sont rachetés par des religieux, venus spécialement du Portugal. Dona Mecia, dont le mari avait été tué lors de la bataille, devient l'épouse de Mohammed ech-Cheikh mais meurt en couches, en 1544. La même année, Mohammed ech-Cheikh fait libérer le gouverneur Guterre de Monroy, qu'il avait pris en amitié.
Les positions portugaises au Maroc, acquises entre 1505 et 1520, vont en régressant. Après la perte d'Agadir, les Portugais doivent abandonner Safi et Azemmour. Le Maroc commence à avoir moins d'importance pour le Portugal qui se tourne désormais vers les Indes et le Brésil. Après 1550, les Portugais ne tiennent plus au Maroc que Mazagan (devenu El Jadida), Tanger et Ceuta.

### Premier essor

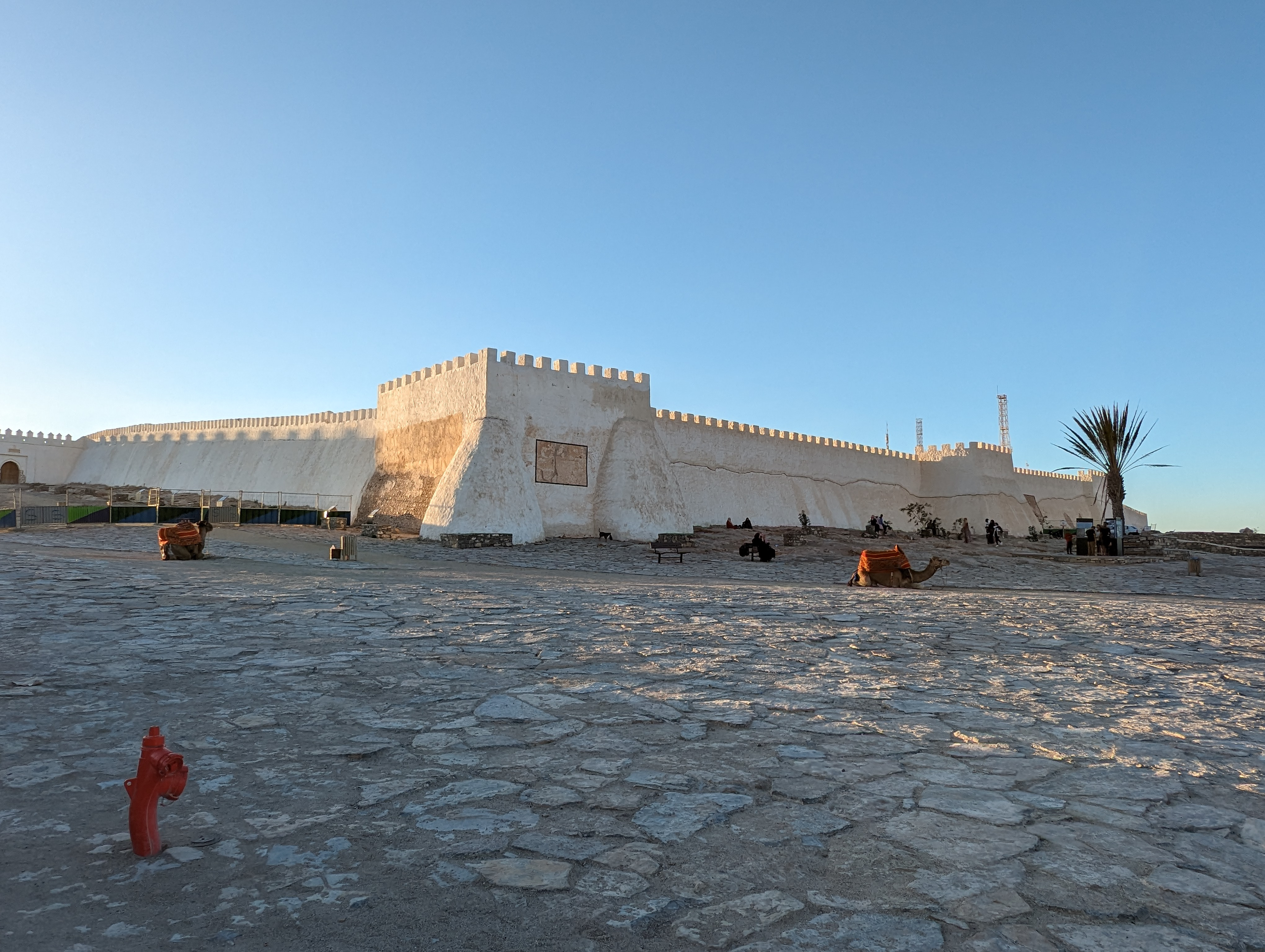
Muraille de la Casbah.

En 1572, la Casbah est construite au sommet de la colline par Moulay Abdallah el-Ghalib, successeur de Mohammed Ech-Cheikh. C'est désormais Agadir N'Ighir, littéralement, le grenier fortifié de la colline en tachelhit.
Au XVIIe siècle, sous le règne de la dynastie berbère du Tazeroualt, Agadir devient une rade d'une certaine importance, développant les échanges avec l'Europe. Il n'existe alors ni véritable port, ni appontement. D'Agadir partent notamment du sucre, de la cire, du cuivre, des cuirs et des peaux. Les Européens amènent leurs produits manufacturés, notamment des armes et des tissus. Sous le règne du sultan Moulay Ismail (1645-1727) et de ses successeurs, les échanges avec la France, jusque-là actif partenaire, régressent au profit des Anglais et des Hollandais.

### Déclin
En 1731, un sévère tremblement de terre frappe la ville. En 1746, les Hollandais installent un comptoir au pied de la Casbah, sous l'autorité du sultan, et participent sans doute à la restauration de la ville. Au-dessus de la porte d'entrée de la Casbah, on peut encore voir l'inscription hollandaise, avec sa transcription en arabe, « Vreest God ende eert den Kooning », qui signifie « Crains Dieu et honore ton roi », et la date 1746.

Après une longue période de prospérité sous les règnes des dynasties saadiennes et alaouites, Agadir décline à partir de 1760, à cause de la prééminence accordée au port concurrent d’Essaouira, par le Sultan Alaouite Sidi Mohammed ben Abdallah, qui veut châtier le Souss, rebelle à son autorité. Ce déclin dure un siècle et demi. En 1789, un voyageur européen fait une brève description d'Agadir : « C’est maintenant une ville déserte, il n’y a plus qu’un petit nombre de maisons qui tombent en ruines ».

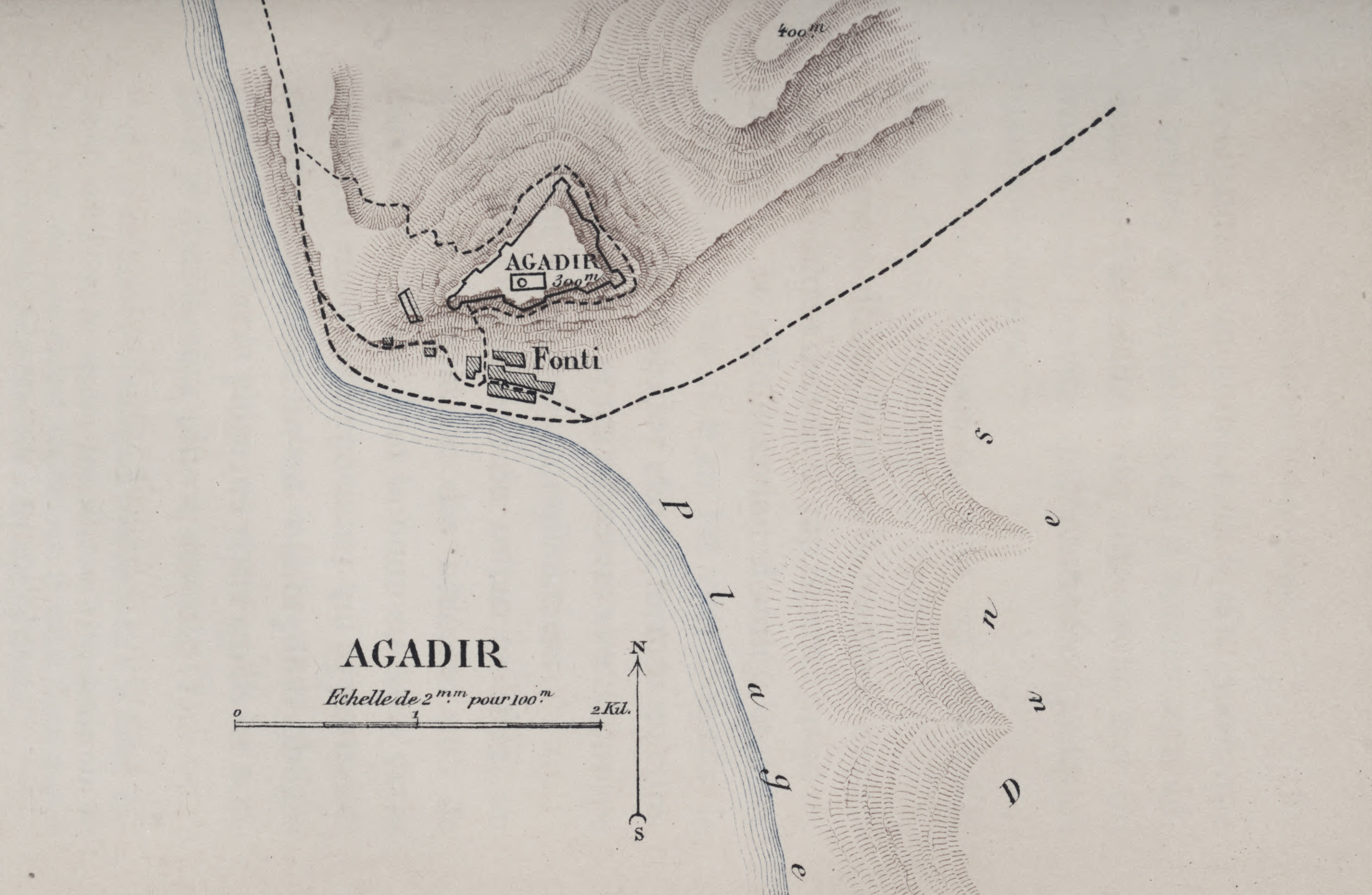
Plan d'Agadir en 1885 par Jules Erckmann.

En 1881, le sultan Moulay Hassan ouvre de nouveau la rade au commerce afin de pouvoir ravitailler les expéditions qu'il envisage dans le sud. Ces expéditions destinés à réaffirmer son autorité sur les tribus du Souss et à s'opposer aux projets des Anglais et des Espagnols, eurent lieu en 1882 et 1886.
En 1884, Charles de Foucauld décrit dans Reconnaissance au Maroc son rapide passage à Agadir, venant de l'est : « Je longe le rivage jusqu'à Agadir Irir. Le chemin passe au-dessous de cette ville, à mi-côte entre elle et Founti : Founti est un hameau misérable, quelques cabanes de pêcheurs ; Agadir, malgré son enceinte blanche qui lui donne un air de ville, est, me dit-on, une pauvre bourgade dépeuplée et sans commerce. »

### Protectorat
En 1911, l'envoi d'une canonnière allemande dans la rade provoque le coup d'Agadir et fait brutalement apparaître la ville sur la scène mondiale. Invoquant un appel à l'aide d'entreprises allemandes de la vallée du Souss, l'Allemagne décide, le 1er juillet 1911, pour protéger ses intérêts au Maroc et défendre ses prétentions sur le pays, d'envoyer dans la baie d'Agadir, dont la rade avait été, jusqu'à 1881, fermée au commerce étranger, une canonnière, la SMS Panther, rapidement relayée par le croiseur Berlin. Les très vives réactions internationales, en particulier celle de la Grande-Bretagne, surprennent l'Allemagne. La guerre menace. Après d'âpres négociations, un traité franco-allemand est finalement signé le 4 novembre suivant, laissant les mains libres à la France, qui va pouvoir établir son protectorat sur une partie du Maroc, en contrepartie celle-ci cède quelques colonies en Afrique. C'est alors seulement que la canonnière Panther et le croiseur Berlin quittent la baie d'Agadir.

Le 15 juin 1913, les troupes françaises débarquent à Agadir, qui avec N'Ighir et " Founti ", ne compte que moins de mille habitants. En 1916, un premier appontement est construit près de "Founty"  une simple jetée, dite plus tard « jetée portugaise », qui a subsisté jusqu'à la fin du XXe siècle. Après 1920, sous le protectorat français, un port est aménagé et la ville connait un premier essor avec la construction de l'ancien quartier Talborjt situé sur le plateau au pied de la colline. Deux ans après, à côté de Talborjt, le long de la faille géologique de l'oued Tildi, le quartier de Yahchech, plus populaire, commence à se construire.

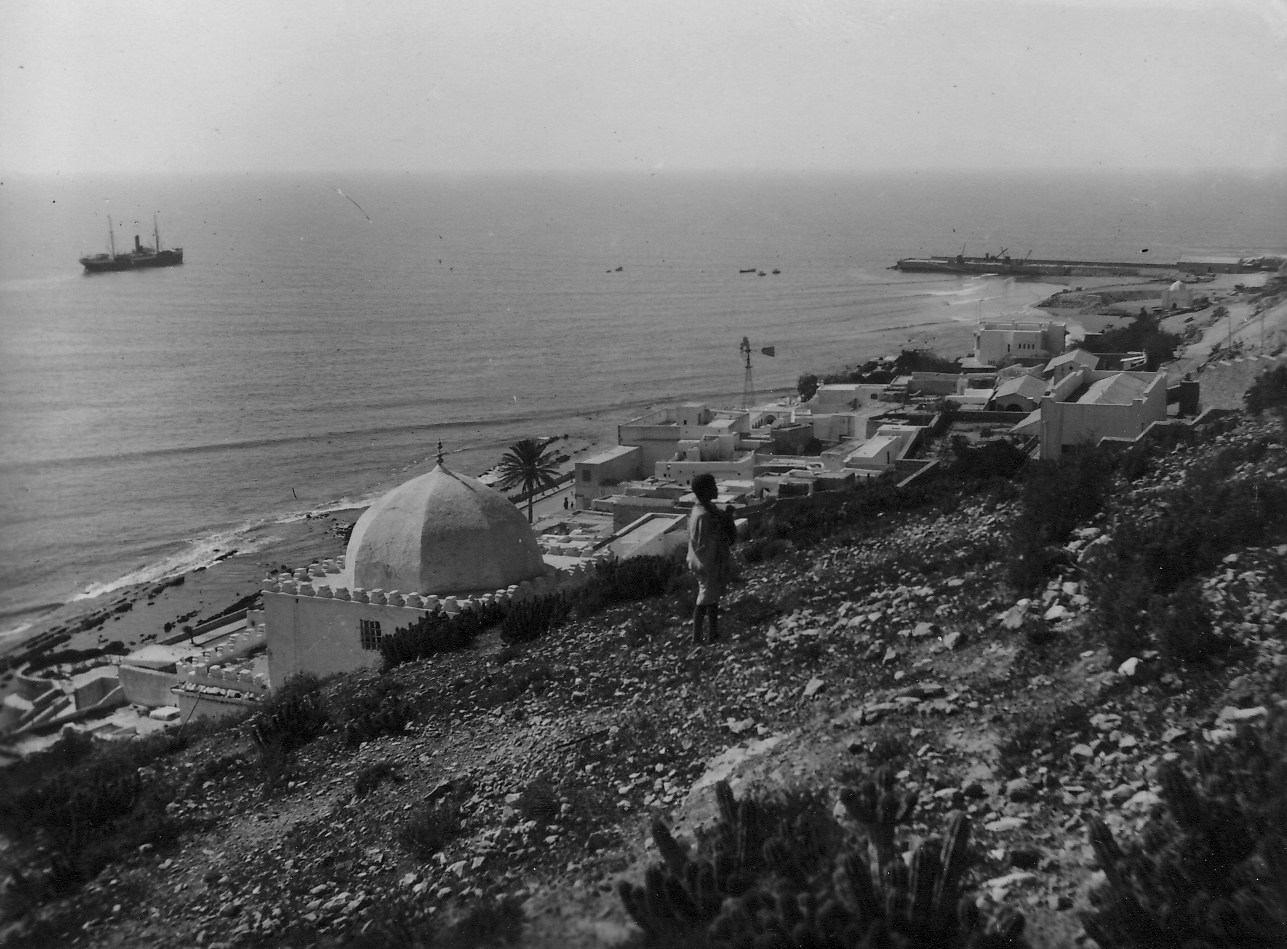
Le quartier de Founty et le port en construction en 1930.

Autour de 1930, Agadir est une étape importante de l'Aéropostale où Saint-Exupéry et Mermoz font escale.
Dans les années 1930, un centre-ville moderne commence à s'édifier, selon les plans des urbanistes Henri Prost, directeur du service d'urbanisme du protectorat, et de son adjoint Albert Laprade, sur un tracé en fer à cheval s'appuyant sur le front de mer, autour d'une grande avenue perpendiculaire à ce front de mer, l'avenue Lyautey, renommée depuis avenue du Général Kettani. Dans les années 1950, le développement urbain se poursuit sous la direction du directeur du Service de l'urbanisme du Maroc, Michel Écochard.

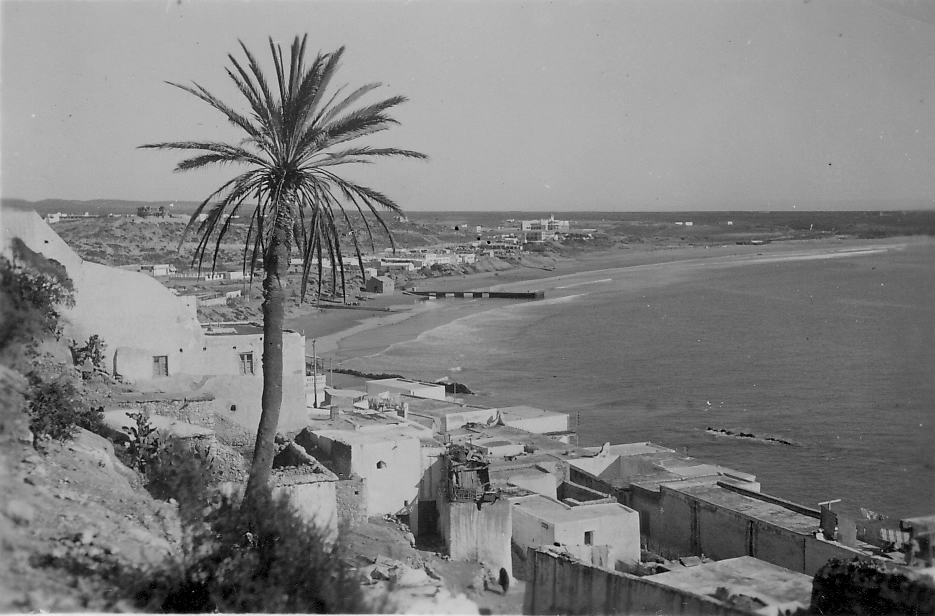
Le quartier de Founty et la plage en 1930.

Après 1950 et l'ouverture du nouveau port de commerce, la ville, très dynamique, se développe avec la pêche, les conserveries, l'agriculture, l'exploitation minière. Elle commence aussi à s'ouvrir au tourisme grâce à son climat et à ses beaux hôtels. Plusieurs années de suite, à partir de 1952, Agadir organise le Grand Prix automobile, puis le Grand Prix automobile du Maroc.
En 1959, le port reçoit la visite du yacht de l'armateur grec Aristote Onassis et de son hôte, Winston Churchill.

### Agadir après 1960
Le 29 février 1960, Agadir, qui compte alors plus de 40 000 habitants, est ravagée par un séisme de magnitude 5,7 sur l'échelle de Richter, qui fait plus de 15 000 morts.

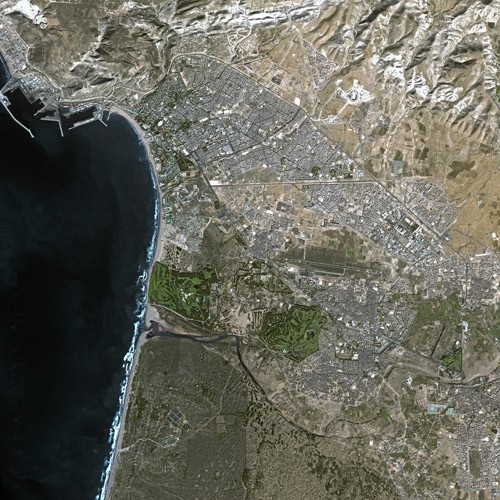
Vue satellitaire de la majeure partie de la ville d'Agadir (Anza, au nord-ouest, n'apparaît pas sur le cliché.

La ville actuelle a été reconstruite 2 km plus au sud, sous la conduite des architectes Jean-François Zevaco, Élie Azagury, Pierre Coldefy, Claude Verdugo. Agadir est devenu une grande ville, plus de 420 000 habitants en 2014, disposant d'un grand port avec quatre bassins : port de commerce avec tirant d'eau de 17 mètres, triangle de pêche, port de pêche, port de plaisance avec marina. Agadir fut le premier port sardinier au monde dans les années 1980, et possède une plage célèbre s'étirant sur plus de 10 km avec une des plus belles promenades de front de mer de la région. Son climat offre 340 jours de soleil par an et permet de se baigner en toutes saisons ; l'hiver y est exceptionnellement doux et la chaleur de l'été jamais étouffante (la brume d'été n'y est d'ailleurs pas rare).
Agadir est le premier pôle touristique du pays, place parfois disputée par Marrakech, et le premier port de pêche du Maroc. L’activité commerciale y est également en plein essor avec l’exportation d’agrumes et de légumes produits dans la fertile vallée de Souss.
Avec ses immeubles blancs, ses larges boulevards fleuris, ses hôtels modernes et ses cafés de style européen, Agadir n'est plus une ville typique du Maroc traditionnel, mais une cité balnéaire touristique.
La baie d'Agadir est membre du Club des plus belles baies du monde.
La ville est desservie par l'aéroport Agadir-Al Massira.

## Organisation urbaine
L'actuelle commune urbaine d'Agadir est le fruit d'un regroupement des territoires de quatre communes : l'ex-commune urbaine d'Agadir, la commune urbaine d'Anza, sur le littoral, au nord-ouest, la commune rurale de Bensergao (aussi orthographié Ben Sergao), au sud, et la commune rurale de Tikiouine, au sud-est.

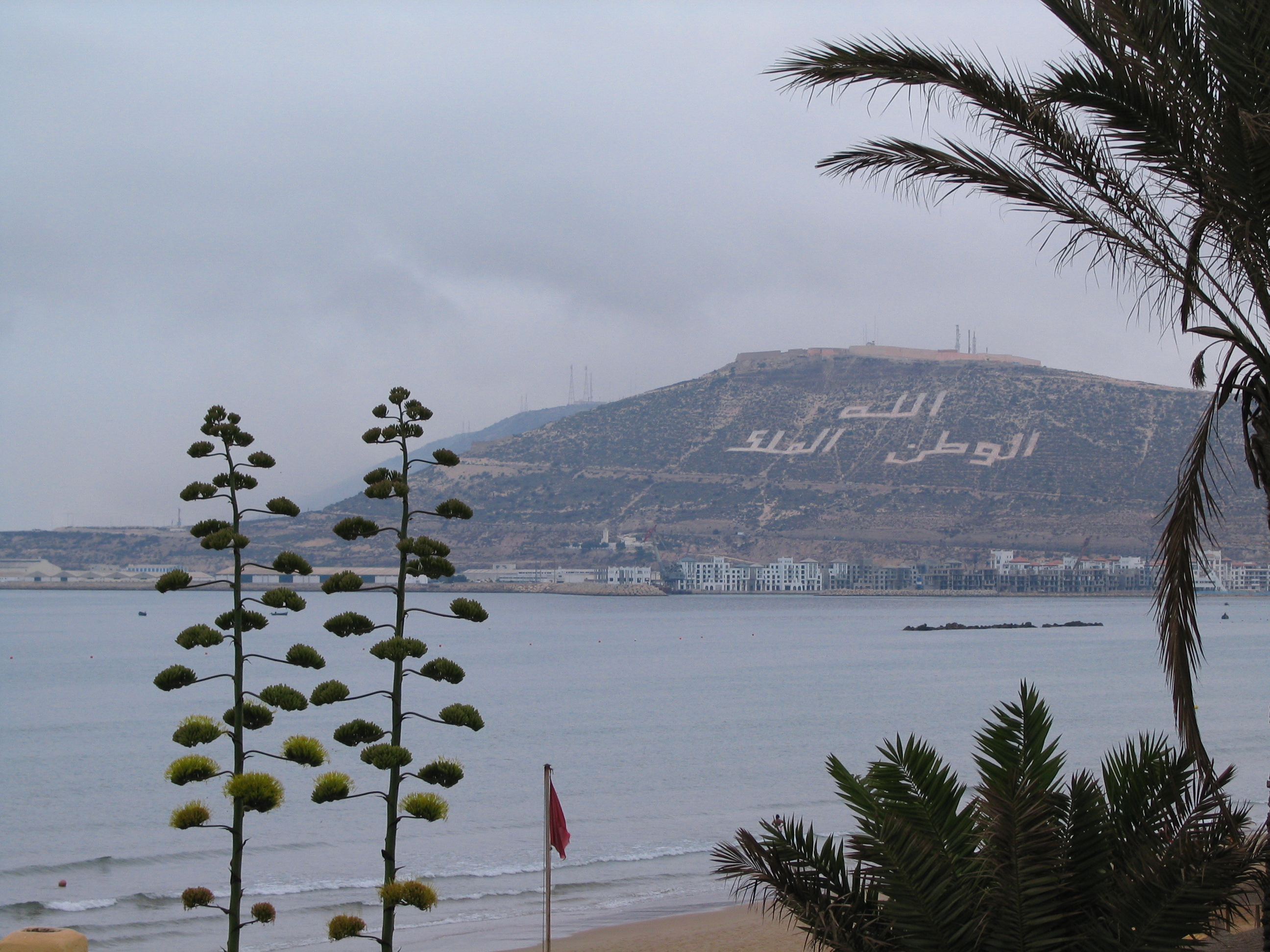
Colline de l'ancienne Casbah.
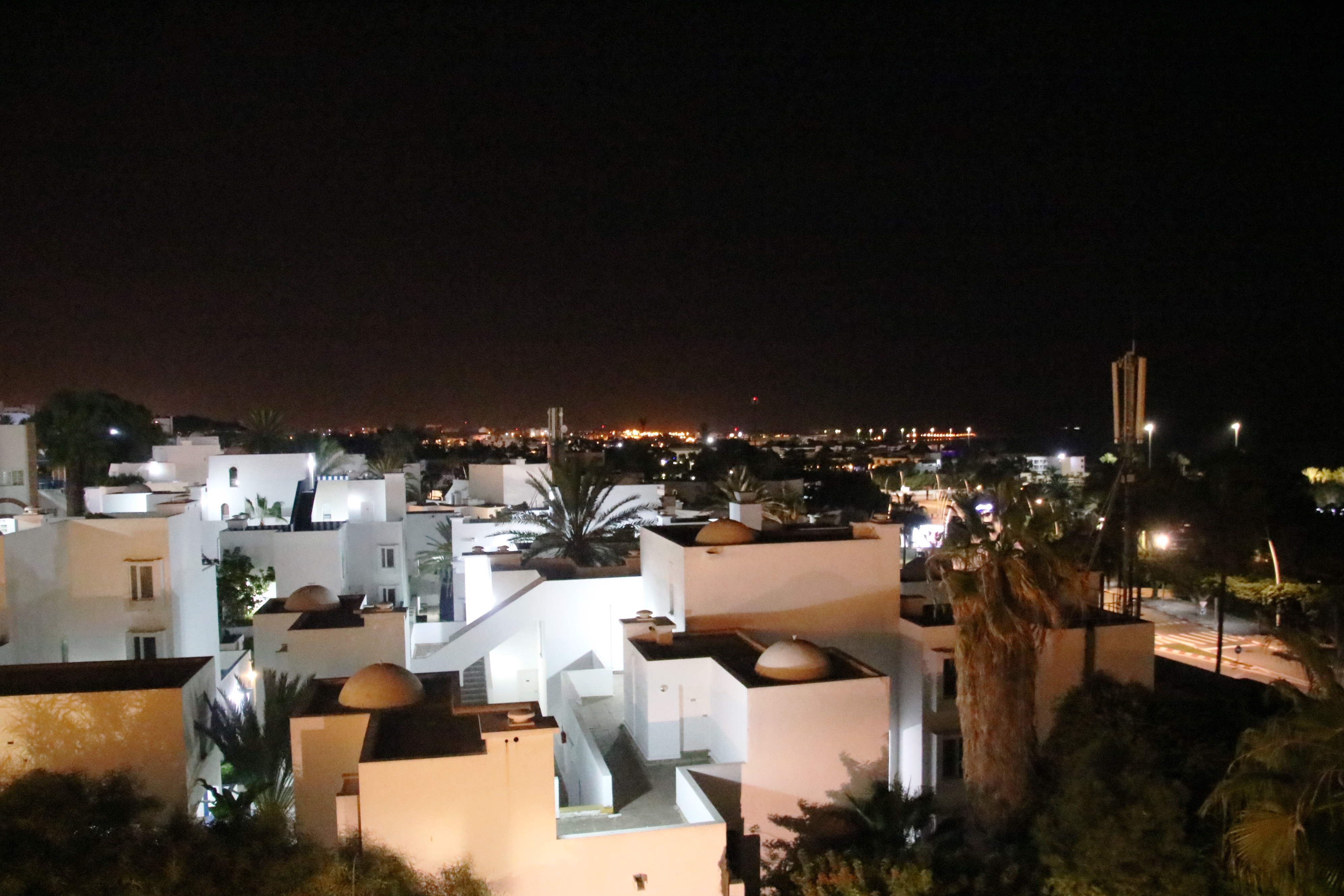
Vue de nuit.
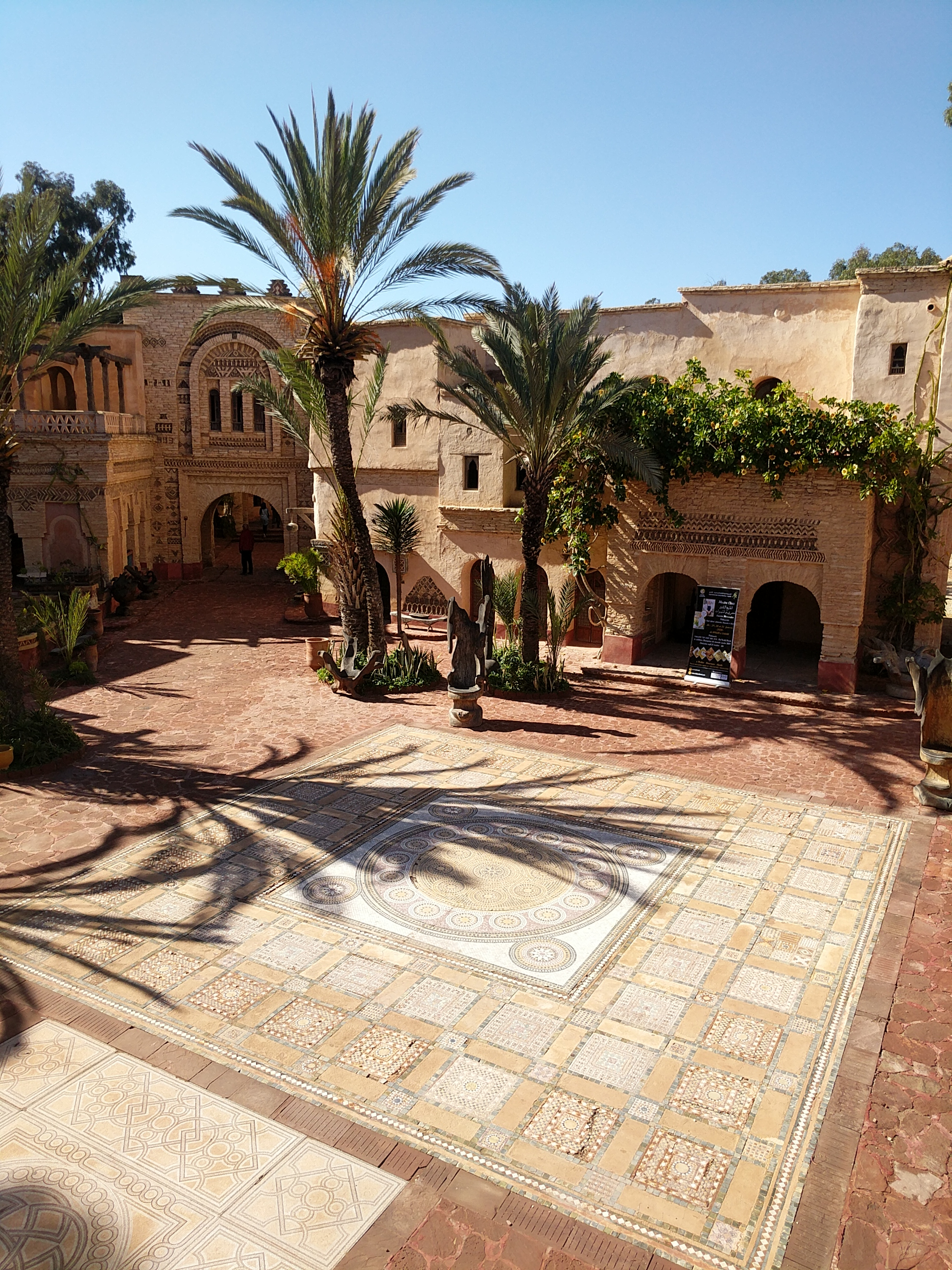
La Médina.
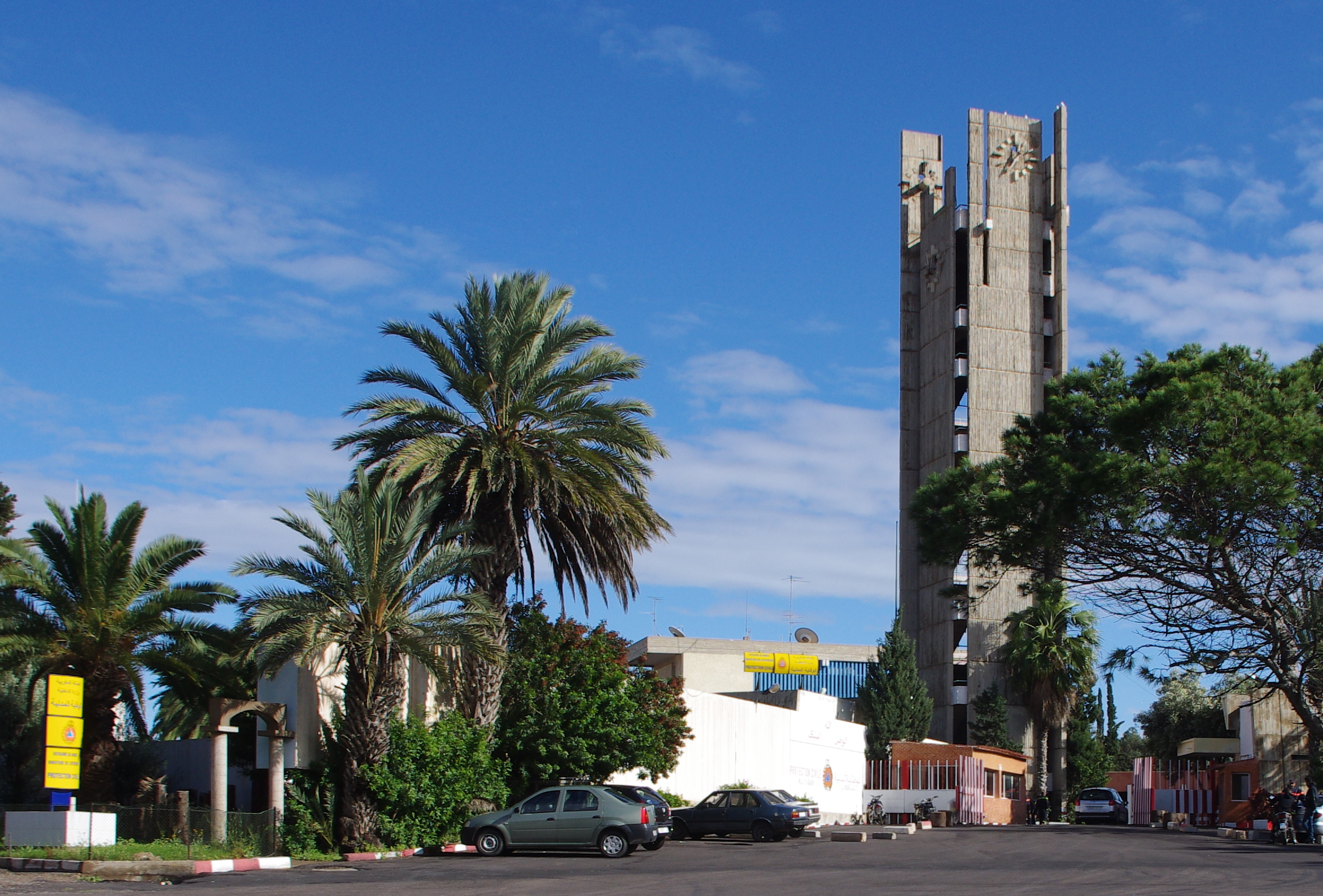
Centre de la protection civile.
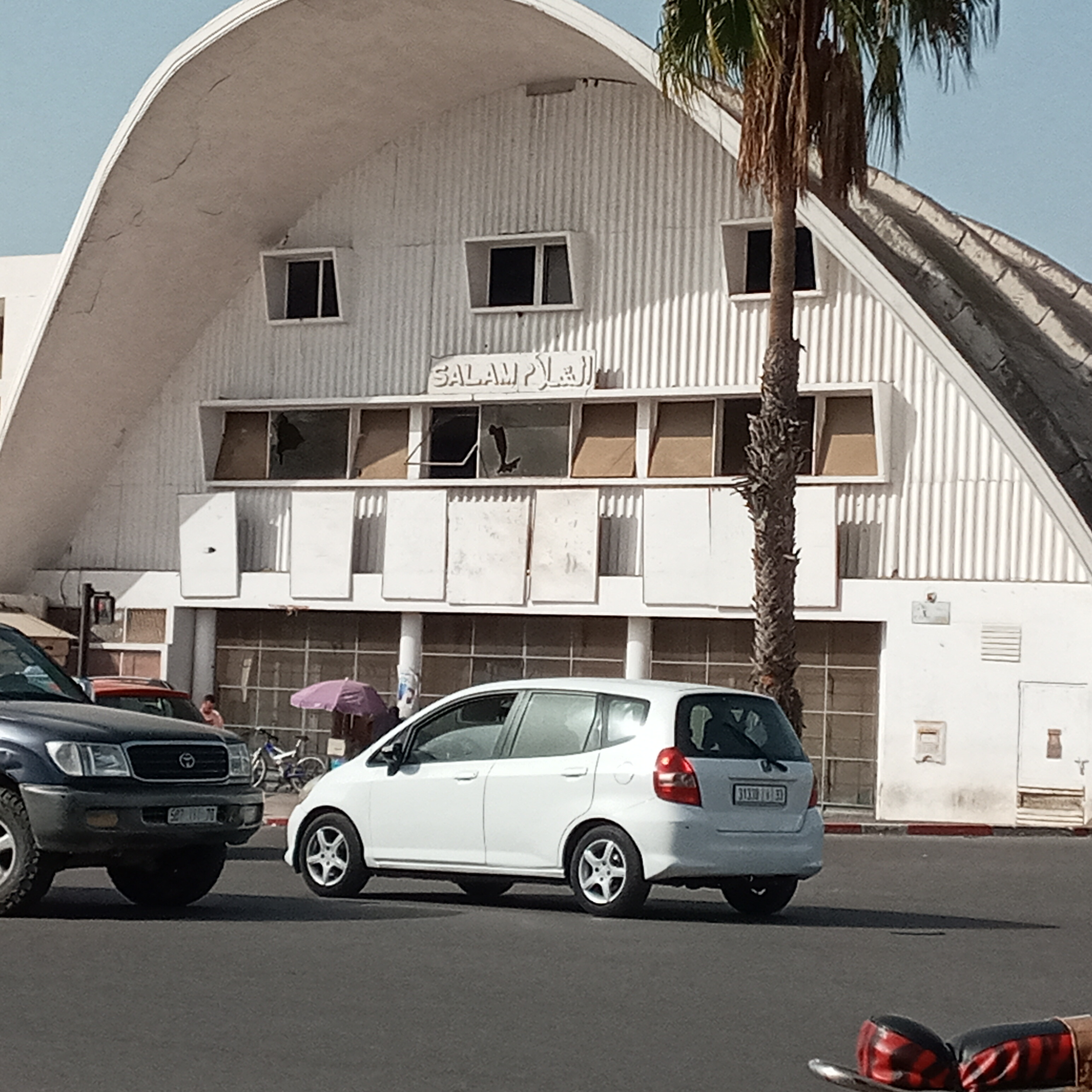
Ancien cinéma Salam.
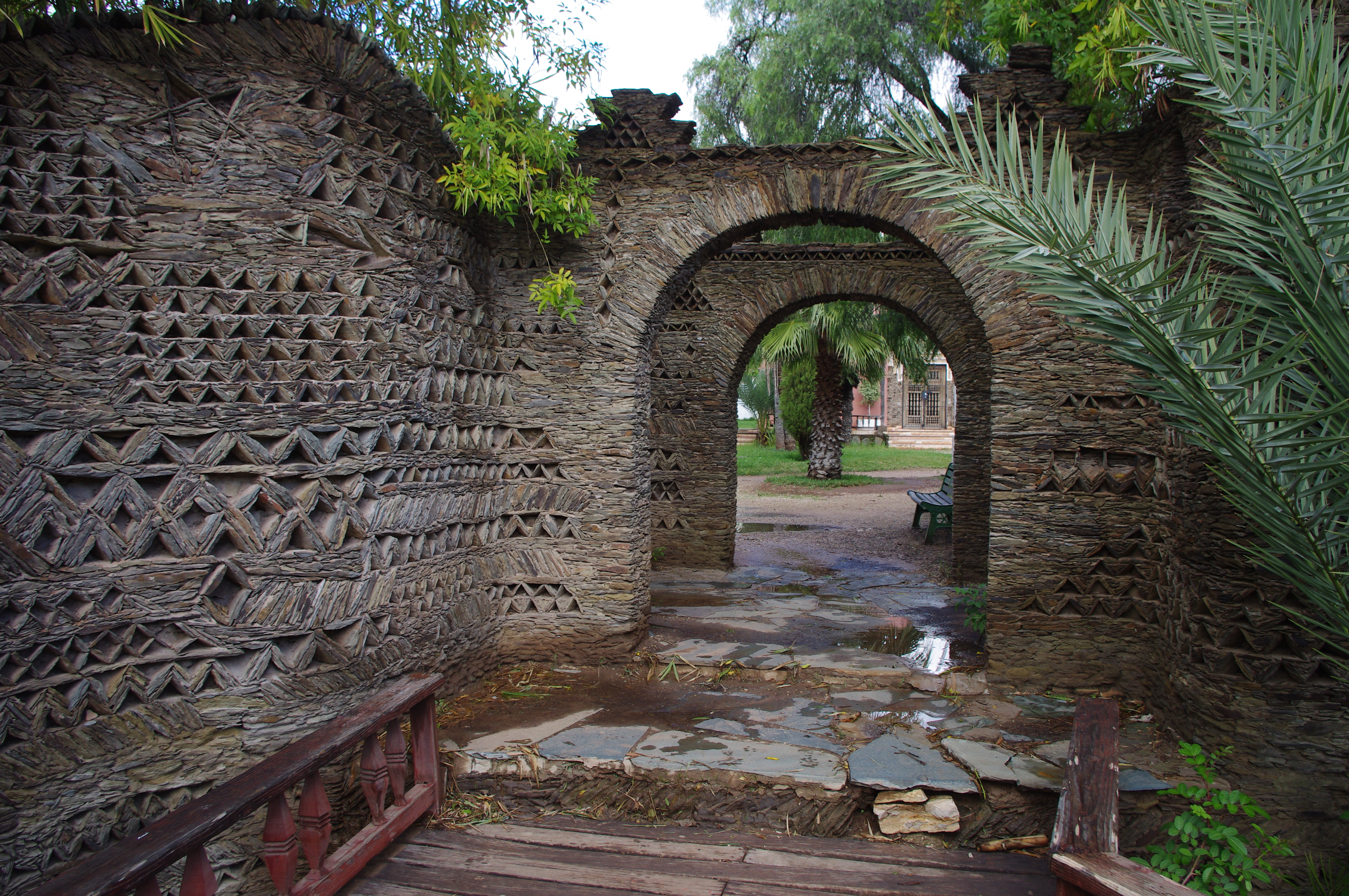
Jardin à Agadir.
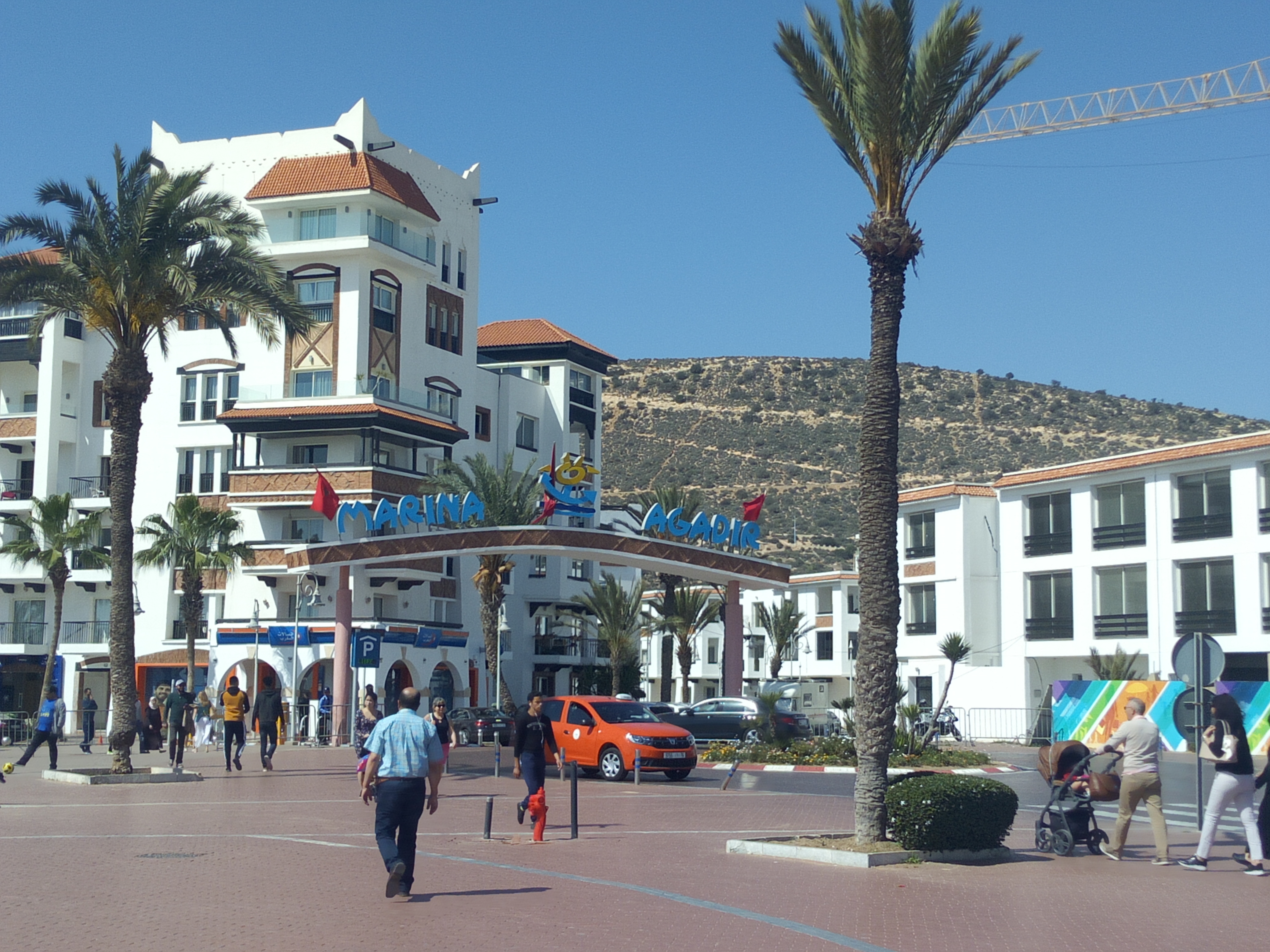
La Marina d'Agadir.
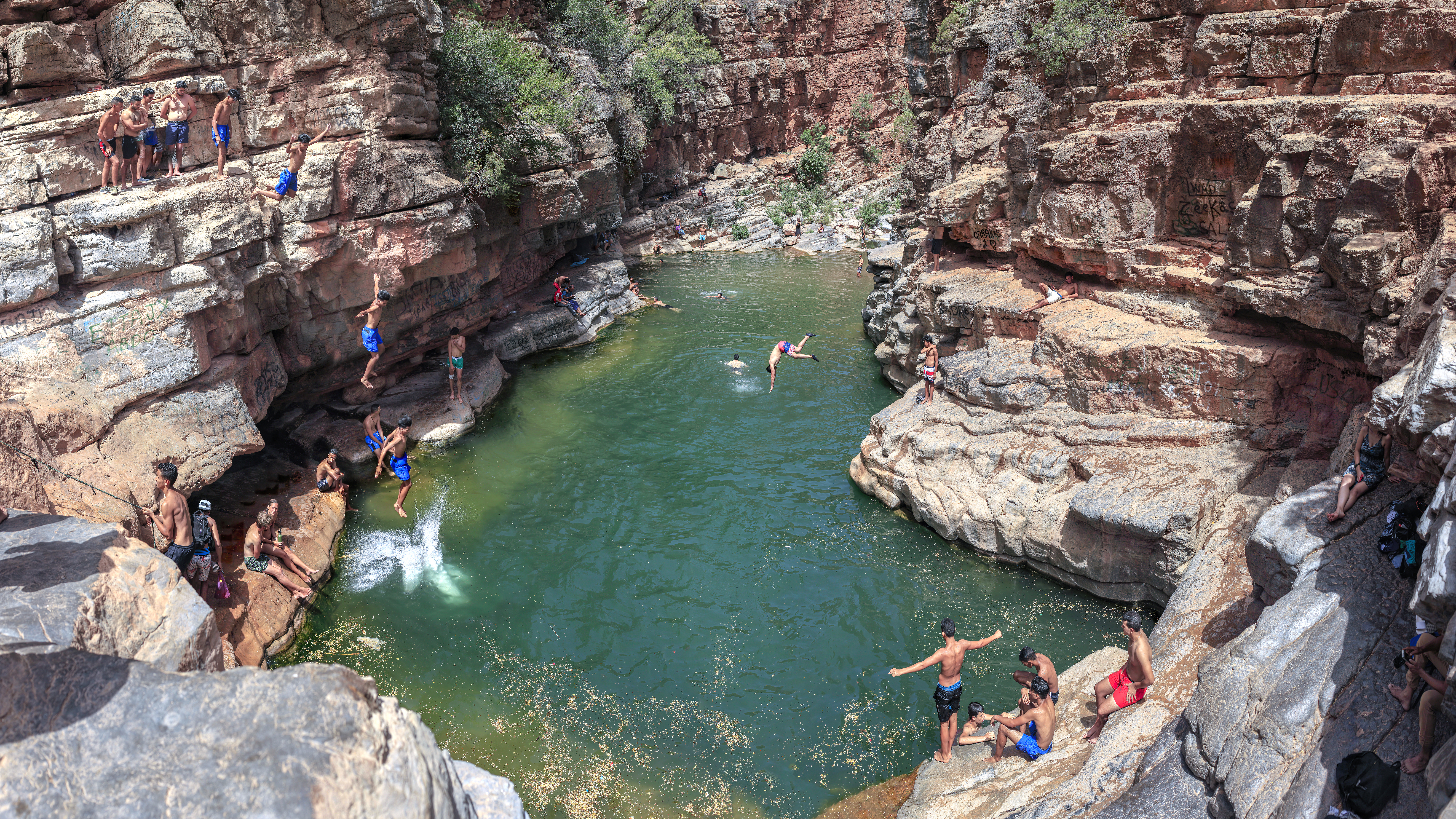
Paradise Valley.

### Le centre-ville

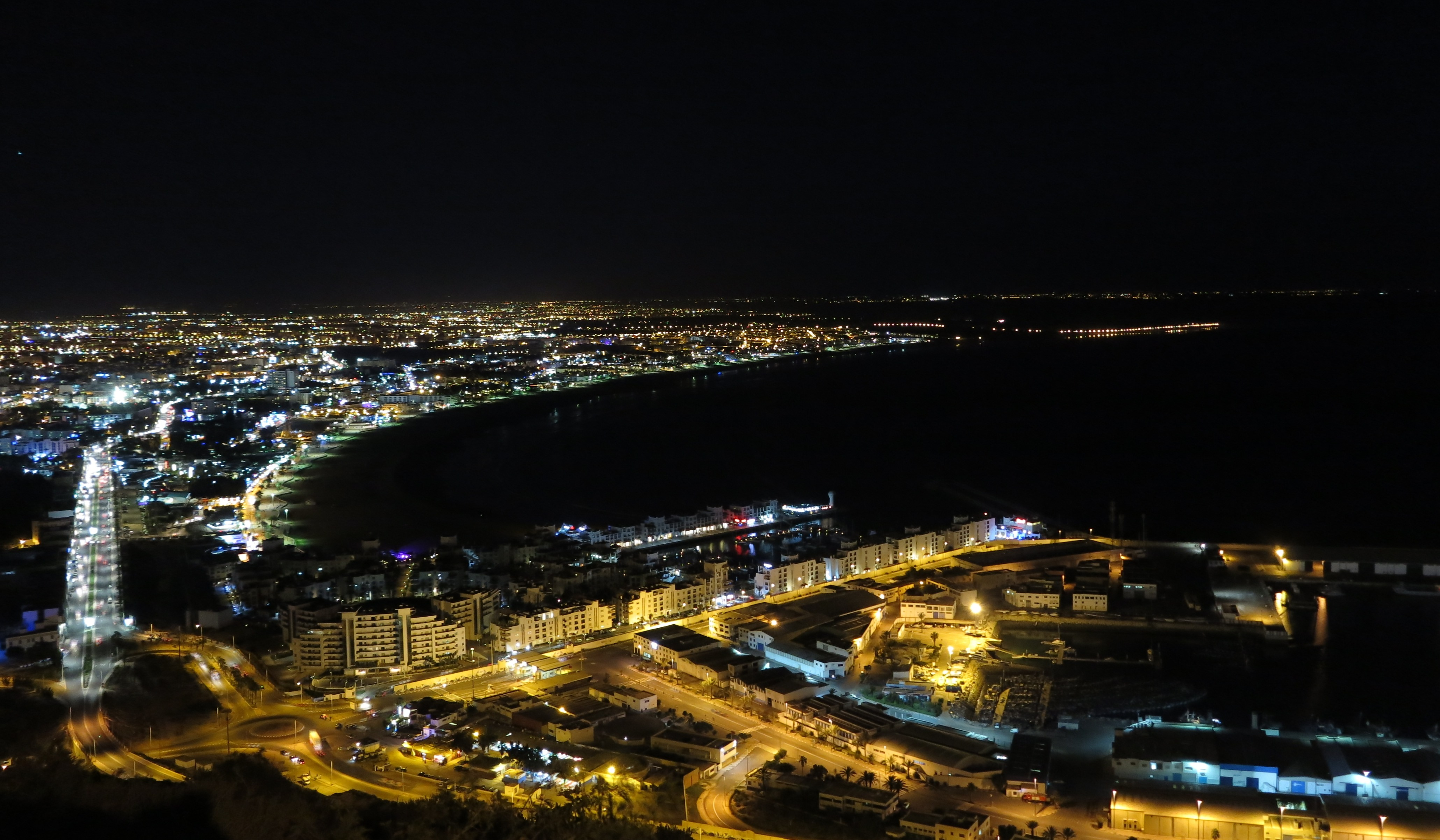
Vue sur la ville et le port depuis Agadir Oufla.

Vaste et dynamique, il englobe les boulevards Mohammed V et Hassan II, la Vallée des Oiseaux, les avenues du Général Kettani, Mohammed VI, Moulay Abdellah et Mokhtar Soussi ainsi que de la grande avenue des FAR (Forces armées royales). En font également partie la place Salam, la place de l'Espérance et la mosquée Loubnane, ainsi que la Place des Deux-Fontaines qui mène au grand théâtre de verdure de la municipalité.
Avec le regroupement de plusieurs communes, le centre ville est en train de se déplacer progressivement vers le quartier Haut Founty où de nouvelles administrations se construisent autour de la nouvelle cour d'appel.[réf. nécessaire]

### Le bord de mer

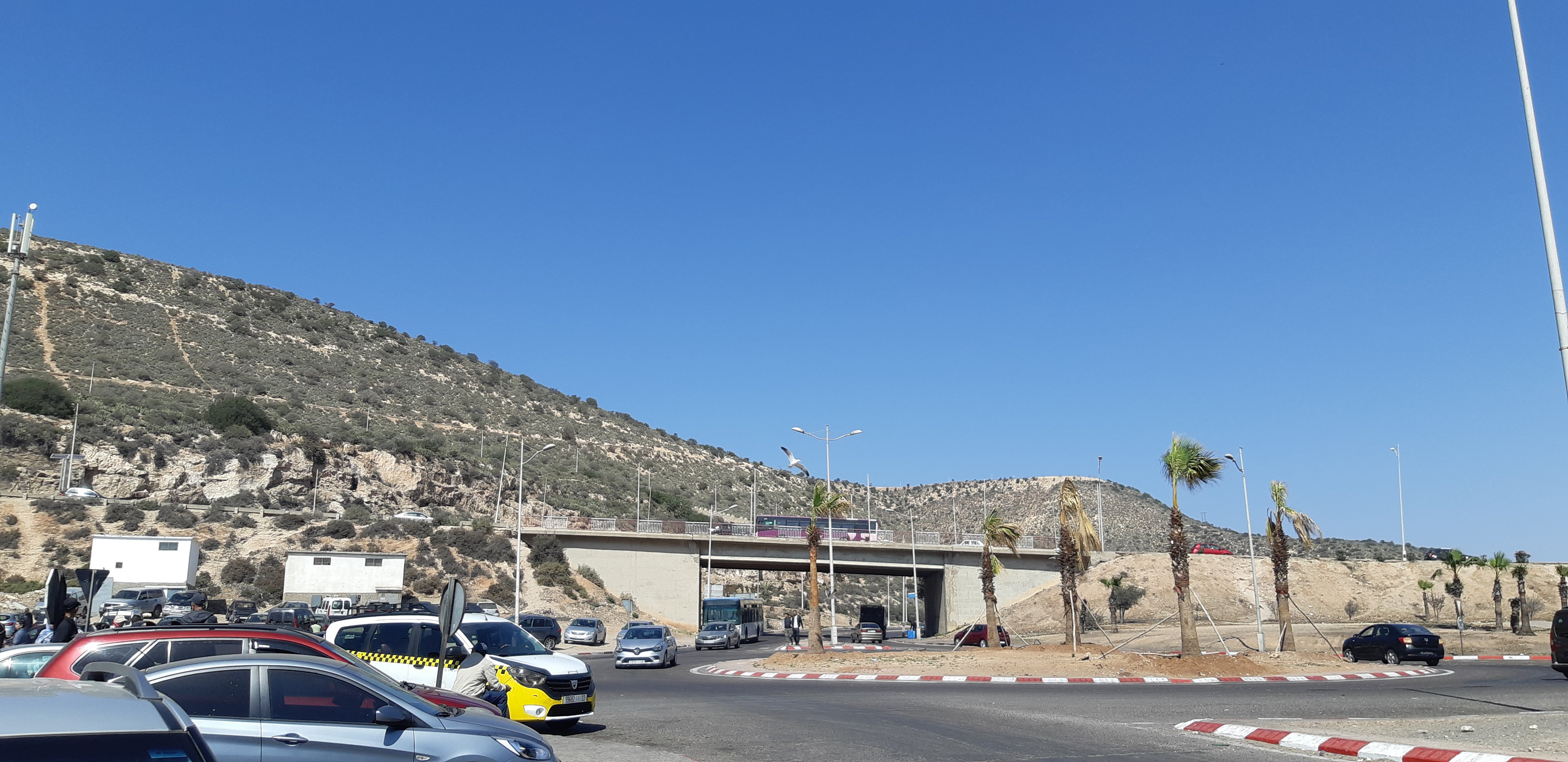
Le pont Anza en 2020

Animé et dynamique, le secteur touristique du bord de mer est constitué du boulevard du 20-Août, de l'avenue Tawada, du boulevard de la Corniche, de l'avenue de l'Oued Souss, et du quartier Founty, Baie des Palmiers. Il compte de nombreux hôtels, restaurants, cafés modernes, et un quartier résidentiel de villas.
Un vaste projet d'embellissement de la ville est en cours de finition. Agadir s'est ainsi dotée d'une belle promenade aménagée de front de mer sur environ neuf kilomètres. Une récente marina avec de nombreux commerces de luxe a été construite au pied de la Casbah. Au loin, on peut apercevoir une inscription sur la montagne, la devise du Maroc : الله الوطن الملك (Allah, al-watan, al-malik), qui signifie en français « Dieu, la patrie, le roi ».

### Quartier Amsernat
Quartier construit en préfabriqué au lendemain du tremblement de terre du 29 février 1960 pour accueillir les survivants.
En 1966, beaucoup de ces rescapés ont été relogés dans les quartiers du nouveau Talborjt et de Ihchach (Yachech) nouvellement construits en dur. Les familles relogées ont été remplacées par les habitants d'un autre quartier bidonville ElKhyame où habitaient une population sahraouie qui s'est installée à Agadir après le tremblement de terre. Au début des années 1970, l'Etat a commencé à réaménager le quartier Amsernat en octroyant des lots de terrains à des prix symboliques (2 000 dirhams le lot). Les maisons en préfabriqués ont cédé depuis la place à des maisons familiales en dur (RC + 1). Amsernat abrite le souk al-Had : le plus grand souk urbain d'Afrique.

### Nouveau Talborjt
Construit en 1966 pour accueillir une partie des rescapés du tremblement de terre initialement relogés au quartier Amsernat, il porte le nom de l'ancien quartier de Talborjt (« petit fort » en tachelhit, souvenir du château d'eau, première construction du plateau de l'ancien Talborjt). Très animé, le Nouveau Talborjt, reconstruit loin de l'Ancien Talborjt, a pour principale artère le boulevard Mohammed Cheikh Saâdi, qui porte le nom du vainqueur des Portugais en 1541. Les autres grandes avenues sont l'avenue du président Kennedy et du 29 février. On y trouve aussi la mosquée Mohammed V, le jardin d'Olhão (ville côtière située dans le sud du Portugal, avec laquelle Agadir est jumelée) et son musée mémorial, et le jardin Ibn Zaydoun. Quelques bons hôtels et restaurants ont été aménagés dans les principales artères.

### Quartier Ihchach (Yachech)
Il a été construit en 1966 en même temps que le quartier Talborjt pour accueillir une partie des rescapés du tremblement de terre initialement relogés au quartier Amsernat.

### Quartiers résidentiels
- Quartier Boutchakkat : le plus ancien quartier de la ville épargné par le tremblement de terre, encadré par l'avenue Moulay-Abdellah et la rue Akhennouch (ex rue de Marrakech).
- Quartier suisse : le plus ancien quartier de villas encadré par l'avenue des FAR (Forces armées royales), l'avenue Mokhtar-Soussi, l'avenue du Caire et l'avenue des Nations-unies.
- Secteur Résidentiel : quartier résidentiel, belles villas, très peu de commerces, existe depuis 1966. Se situe dans le quadrilatère suivant : avenue du Général-Kettani, rue de Genève, rue Chouhada et avenue Hassan-II.
- Secteur Mixte : il abrite le consulat de France et le consulat d'Espagne.
- Quartier Founty ou « Baie des palmiers » : secteur balnéaire où se côtoient des villas résidentielles, de grands hôtels, des résidences de tourisme et le palais royal.
- Quartier Haut-Founty : nouveau quartier d'immeubles et de villas résidentiels, situé dans le nouveau centre ville entre la nouvelle cour d'appel et le supermarché marjane.
- Quartier Illigh : à l'est en face de l'hôpital Hassan-II, est un quartier résidentiel de grandes villas.
- Quartier Charaf : à l'est il abrite l'hôpital Hassan-II.
- Quartier Les amicales : connu aussi sous le nom de cité des fonctionnaires.
- Quartier Dakhla : proche de la faculté Ibnou-Zohr, grande mixité entre immeubles modernes, des villas moyennes et maisons individuelles ou économiques ; ce quartier nouveau a été conçu en 1979. C'était la dernière œuvre de l'urbaniste français, Gérald Hanning.
- Quartier Al-Houda : proche de la faculté Ibnou-Zohr, grande mixité entre immeubles modernes, des villas moyennes et maisons individuelles ou économiques.
- Hay Mohammadi : nouvelle zone d'urbanisation à Agadir avec une zone villa et une zone de grands ensembles d'immeubles qui encadrent l'extension de l'avenue des FAR dans sa partie nord ouest.
- Cité Adrar : nouveau quartier à côté de l'hypermarché Carrefour et Decathlon.
- Tikiouine : ancien grand quartier situé au kilomètre 14 de la plage d'Agadir. Il contient de nombreux petits quartiers comme Lot Zaitoune, Lot Assaka, Douar Laârab, Ighious, Douar Souiri, Lhajeb et Assays.
- Autres quartiers : Massira, Drarga, Alhouda, lkhyam, Tilila, Tacila, Bensergao, Riad Assalam, Sidi Youssef, Bouargane, Hay Hassani, Islane, Nahda, Anza, Taddart.

### Les ports
Au fil des décennies, Agadir s'est dotée de plusieurs ports : deux ports de pêche, un grand port de commerce et le récent port de plaisance avec sa marina.

L'avenue du Port, principale artère du quartier Anza, est entourée d'usines de conserves et compte quelques petits restaurants populaires limitrophes du marché aux poissons.

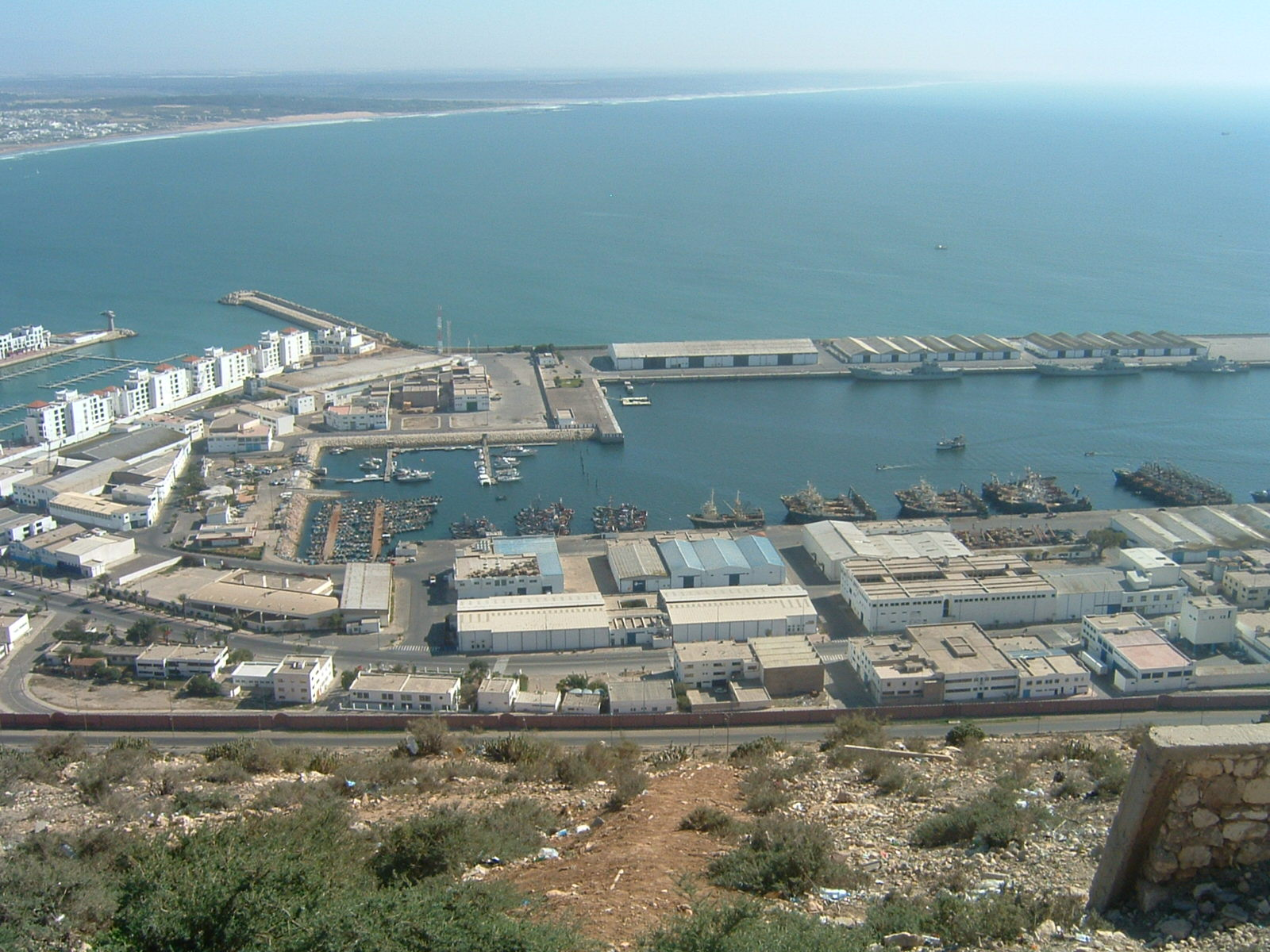
Le port de pêche vu depuis Agadir Oufella.
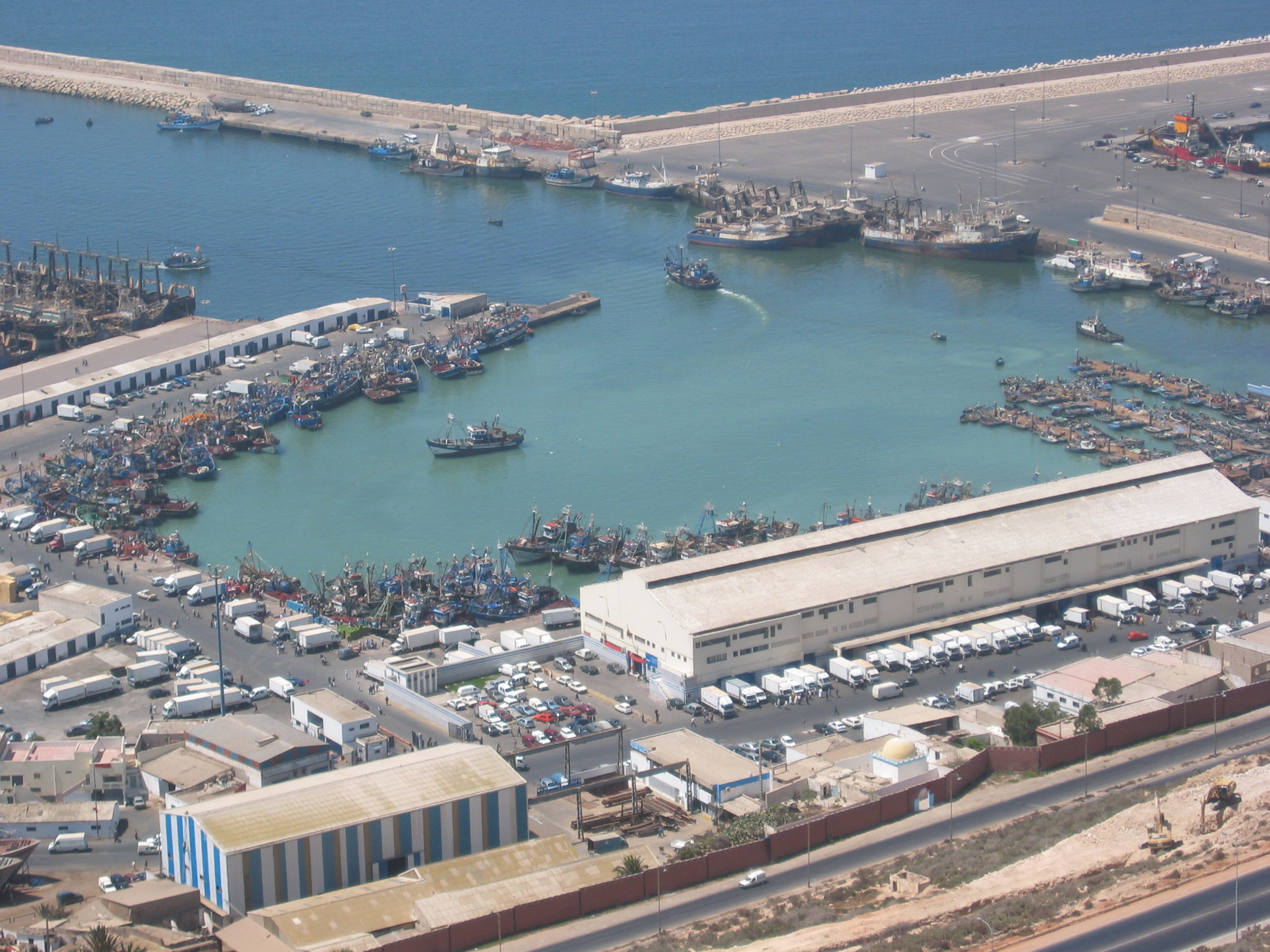
Le port de pêche vu depuis Agadir Oufella.

### Agadir Oufella
Agadir Oufella ou Agadir Oufla, (Agadir le haut ou Agadir N'Ighir, Citadelle de la colline), était, avec Founti qui s'étendait à son pied devant la mer, le plus vieux quartier d'Agadir. Authentique forteresse aux petites rues sinueuses et animées, elle fut construite en 1572 par le sultan Moulay Abdallah el-Ghalib. Au-dessus de la porte d'entrée, on peut lire l'inscription en arabe et en hollandais « Crains Dieu et honore le Roi ».

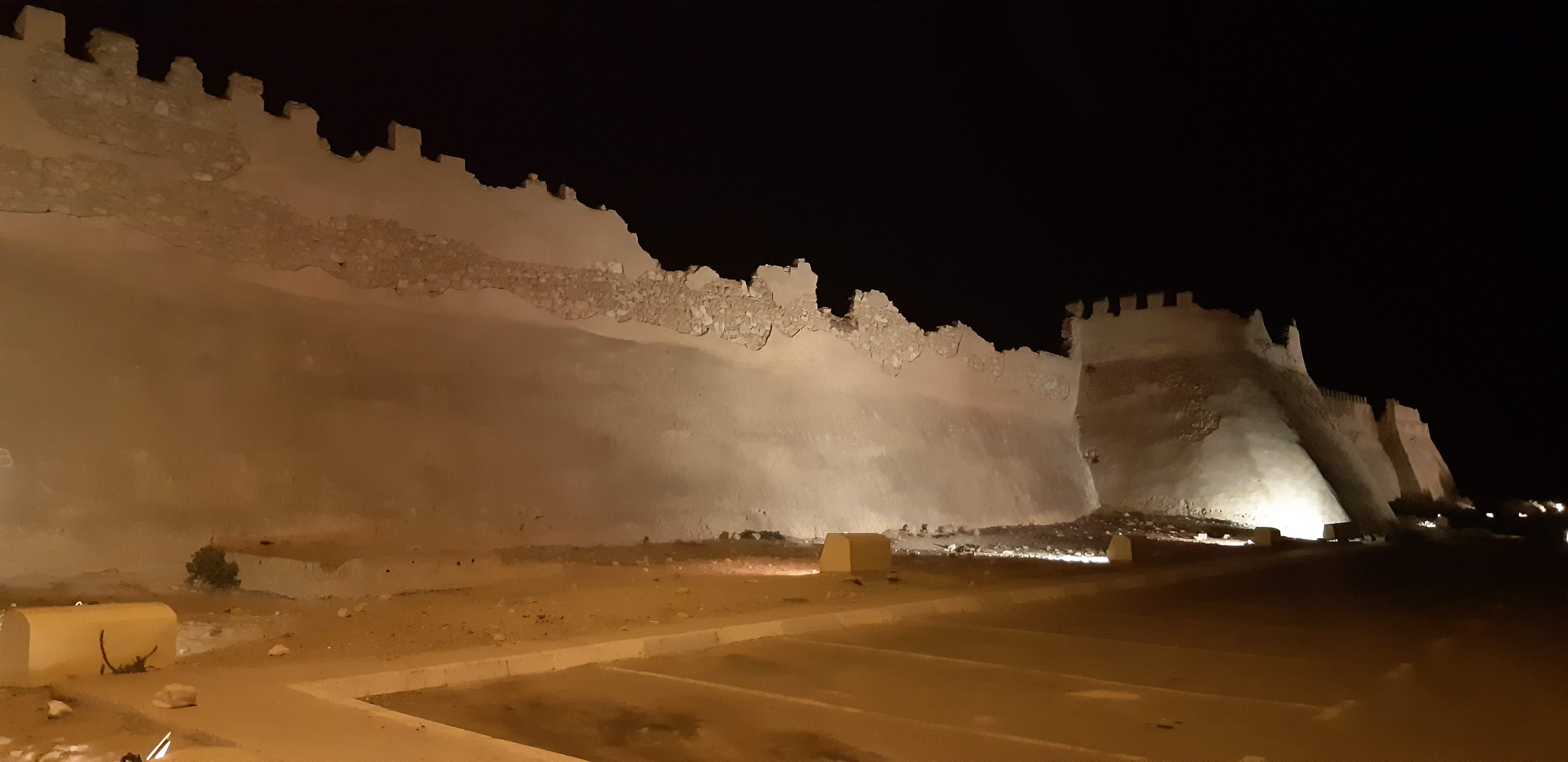
Murailles de la Casbah.

De la fière forteresse, il ne reste plus, après le séisme du 29 février 1960, que la longue muraille restaurée qui entoure un terrain inconstructible, mais la vue demeure exceptionnelle sur la baie d'Agadir et sur les ports. Les anciens d'Agadir se souviennent du réputé « café maure » de la Casbah et de sa vue panoramique.

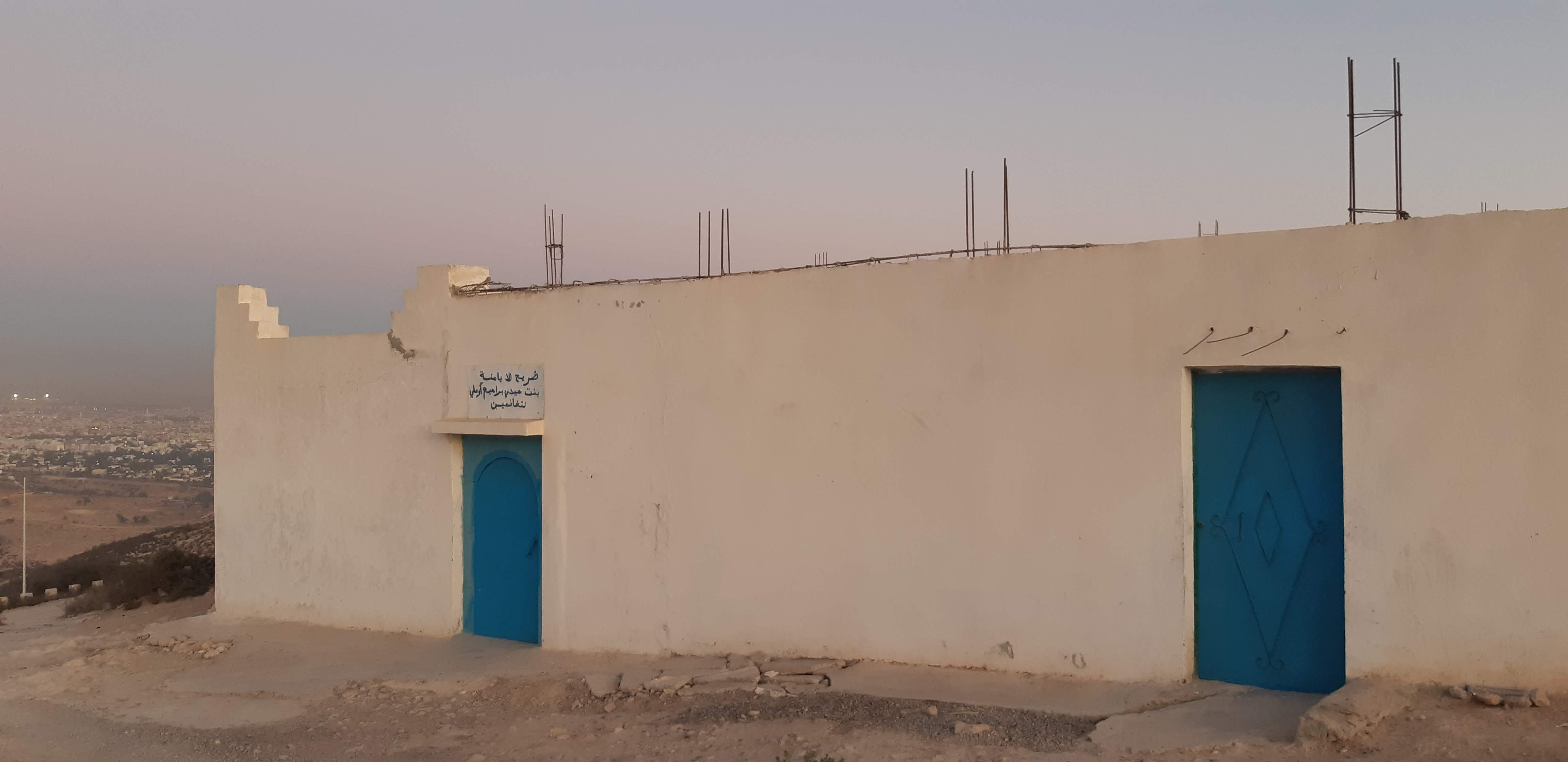
Arrière portes.

Sur la colline est inscrite en arabe la devise du Maroc : الله الوطن الملك (Allah, al-watan, al-malik), « Dieu, la patrie, le roi ». Comme les remparts, elle est illuminée de nuit. La réhabilitation de la Kasbah d'Agadir Oufella est en cours et aura récemment permis la découverte de remparts datant de l'époque saadienne.

### L'ancien Talborjt
Dominant le front de mer et l'oued Tildi, cet ancien quartier (dont le nom est parfois écrit Talbordjt) était autrefois commerçant et très animé avec sa grande place ou se tenait un souk hebdomadaire, ses hôtels, ses écoles, sa mosquée.90 % des bâtiments y furent détruits ou gravement endommagés par le séisme de 1960. Rasé après le séisme, désormais couvert de végétation, il est classé en zone non constructible. Sa principale artère, l'avenue El Moun s'étire sur plus de deux kilomètres et ne sert plus que pour les auto-écoles qui y entrainent leurs élèves.

### L'abattoir (quartier industriel)

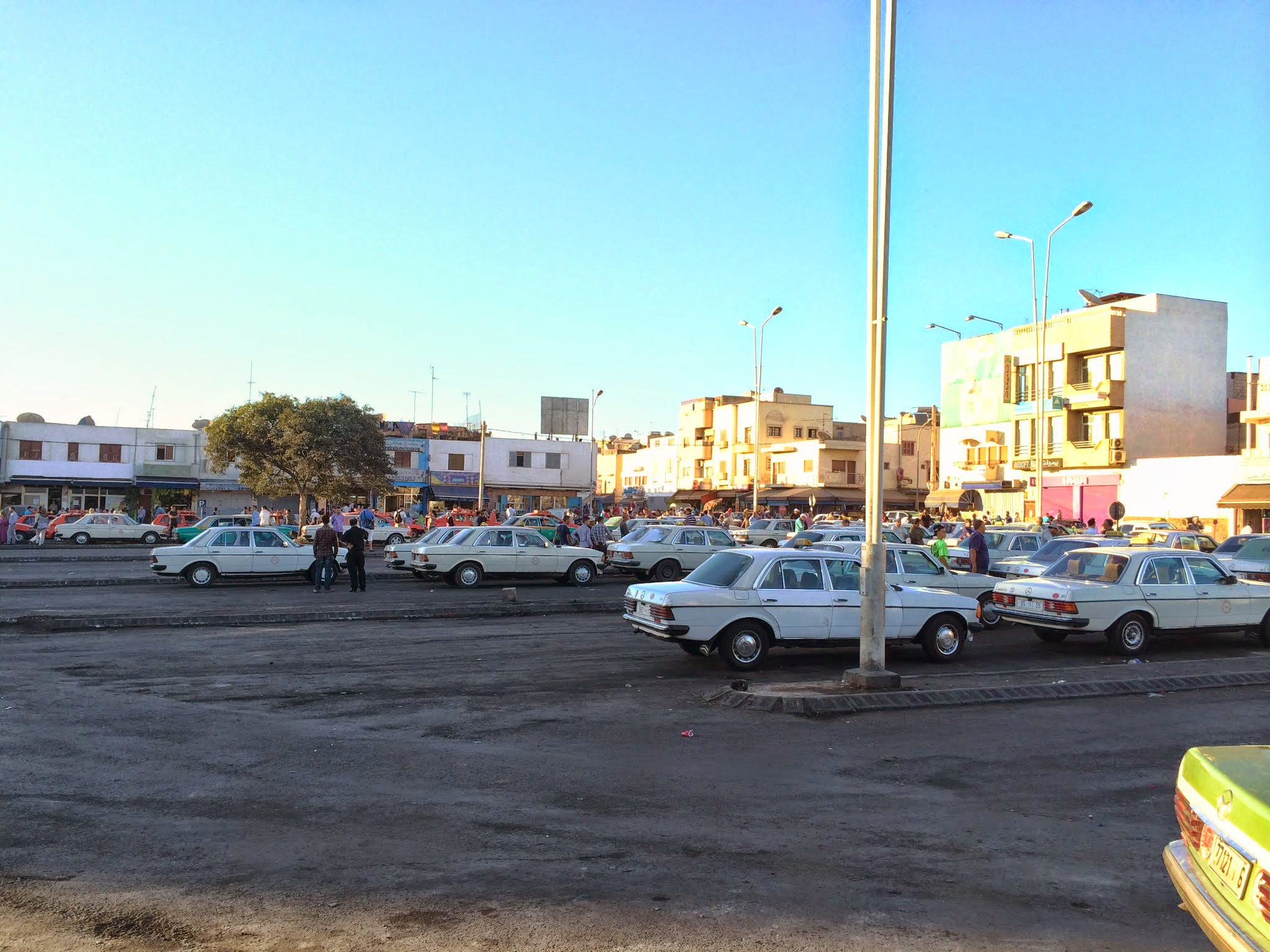
Place des taxis.

L’un des quartiers les plus populaires ; il est connu pour sa place des taxis. C'est un carrefour qui réunit le cœur de la ville et ses alentours. C'est le quartier qui a été le moins touché par le séisme de 1960.

### Le souk al-Had
Le souk al-Had est le plus grand souk urbain d'Afrique. Il compte environ 6 000 petites boutiques. Il est entouré de remparts et dispose de plusieurs entrées. Comme tout souk, il est organisé en différents secteurs : les meubles, l'artisanat, les vêtements, les légumes, la boucherie, les épices, les huiles essentielles…
Les remparts ont été restaurés et d'importants travaux d'aménagement ont été réalisés.
Il accueille en moyenne 30 000 à 40 000 visiteurs chaque jour, et jusqu'à plus de 80 000 les week-ends et pendant les fêtes religieuses, que ce soit des touristes ou des habitants locaux. Le souk ferme le lundi, et est particulièrement bondé le dimanche.

### La Médina
La Médina est un espace artisanal créé en 1992, par l'artiste italo-marocain Coco Polizzi, à Bensergao, quartier d'Agadir à 4,5 km du centre-ville. Bâti selon des techniques de construction berbères traditionnelles, c'est une sorte de petit musée de plein air, sur cinq hectares, qui abrite des ateliers d'artisans, un musée, des résidences individuelles, un petit hôtel et un jardin exotique.

## Économie

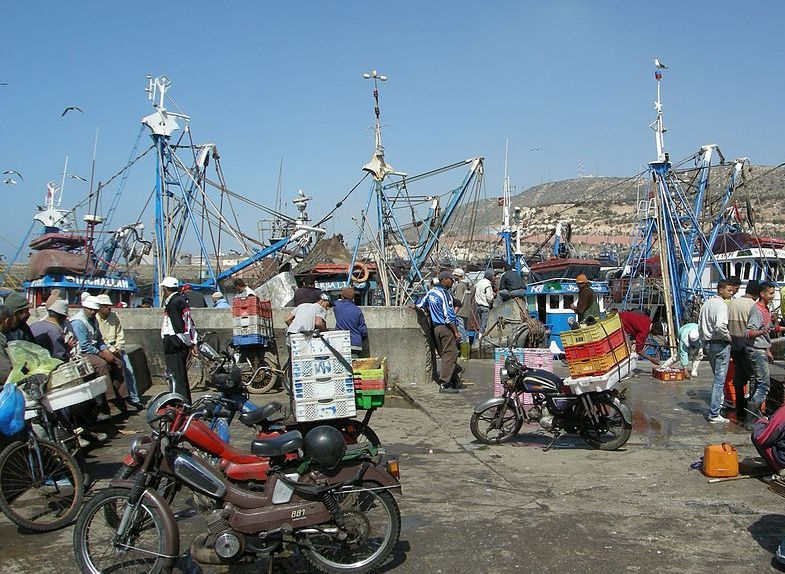
Activité dans le port de pêche.

La ville abrite une cimenterie de la société Ciments du Maroc, filiale du groupe italien Italcementi, qui est en cours de transfert vers la nouvelle unité de production construite, à 40 kilomètres.
Elle est aussi dotée d'un port abritant entre autres un chantier naval, la seule école de marine marchande marocaine et une zone industrielle.
L'exploration pétrolière devait commencer pour la première fois au large d'Agadir, en 2013, avec l'installation de plusieurs sociétés parapétrolières.

## Transports

### Transports en commun
Depuis le 1er septembre 2010, le réseau de bus d’Agadir est exploité par la société espagnole Alsa, également gestionnaire des transports en commun de plusieurs autres grandes villes marocaines. Le réseau compte en 2020 43 lignes pour une flotte de 206 véhicules. Le réseau dessert la plupart des communes du Grand Agadir et les lignes périurbaines relient l’agglomération à des villes parfois éloignées de plus de 50 kilomètres d’Agadir, comme Tamri au nord, Oulad Teïma à l’est, Aït Baha au sud-est et Massa au sud.
Une première ligne de bus à haut niveau de service est prévue à l’horizon 2023. Elle devrait relier le port au quartier de Tikiouine selon un axe nord-ouest/sud-est.

### Aéroport international
L’aéroport d'Agadir-Al Massira est situé à 7 kilomètres à l’est d’Aït Melloul et à 13 kilomètres au sud-est d’Agadir. C’est le troisième aéroport marocain en termes de fréquentation. Agadir dispose d’un large éventail de connexions aériennes vers l’Europe, principalement à destination de la France, de l’Allemagne, du Royaume-Uni, de la Scandinavie, de l’Europe centrale et orientale (principalement via des vols charters).

### Réseau routier
Agadir est connectée au réseau autoroutier national depuis 2010 et l’inauguration de l’autoroute A 3 reliant Marrakech à Agadir. L’inauguration de ce tronçon autoroutier a constitué une étape importante dans le désenclavement d’Agadir et plus généralement du sud-marocain. Une autoroute de contournement d’Agadir de 40 kilomètres est prévue pour contourner par l’est le Grand Agadir.
Agadir est par ailleurs au cœur d’un important réseau de voies express (routes dédoublées sans péage) reliant la ville à Taghazout au nord, Taroudant à l’est et Tiznit au sud.

### Rocade Nord-Est
Dans le cadre du Programme de Développement Urbain de la ville d'Agadir, une voie express de contournement a été réalisée et mise en service progressivement, permettant de fluidifier le trafic routier trop condensé au niveau de la nationale N1. La Rocade Nord-Est réduit considérablement le trajet reliant Agadir à son aéroport Agadir Al Massira, en particulier au niveau des quartiers du Nord et du Nord Ouest, et offre un accès plus simple vers l'autoroute A3 en direction de Marrakech. Accessible via de nombreuses sorties au niveau de la N1, la rocade dessert également le Stade Adrar, qui figure parmi les enceintes officiellement retenues pour abriter des matchs de la Coupe d'Afrique des Nations 2025, et de la Coupe du Monde de la FIFA 2030. D'autre part, la réalisation de la rocade a permis la rénovation de nombreux axes routiers, avec notamment l'aménagement de trottoirs, pistes cyclables, ainsi que l'installation d'un nouveau réseau de lampadaires bordant la N1.

### Transport ferroviaire
Agadir n’a jusqu’ici jamais été reliée au réseau ferroviaire national, dont le point le plus méridional est depuis 1923 la gare de Marrakech. Cette situation est appelée à changer grâce au projet de LGV Marrakech - Agadir. En mars 2020, le gouvernement annonce l’expropriation de plusieurs terrains dans le quartier de Hay Mohammadi au nord-est d’Agadir où sera bâtie la future gare de la ville.

## Géographie

### Situation

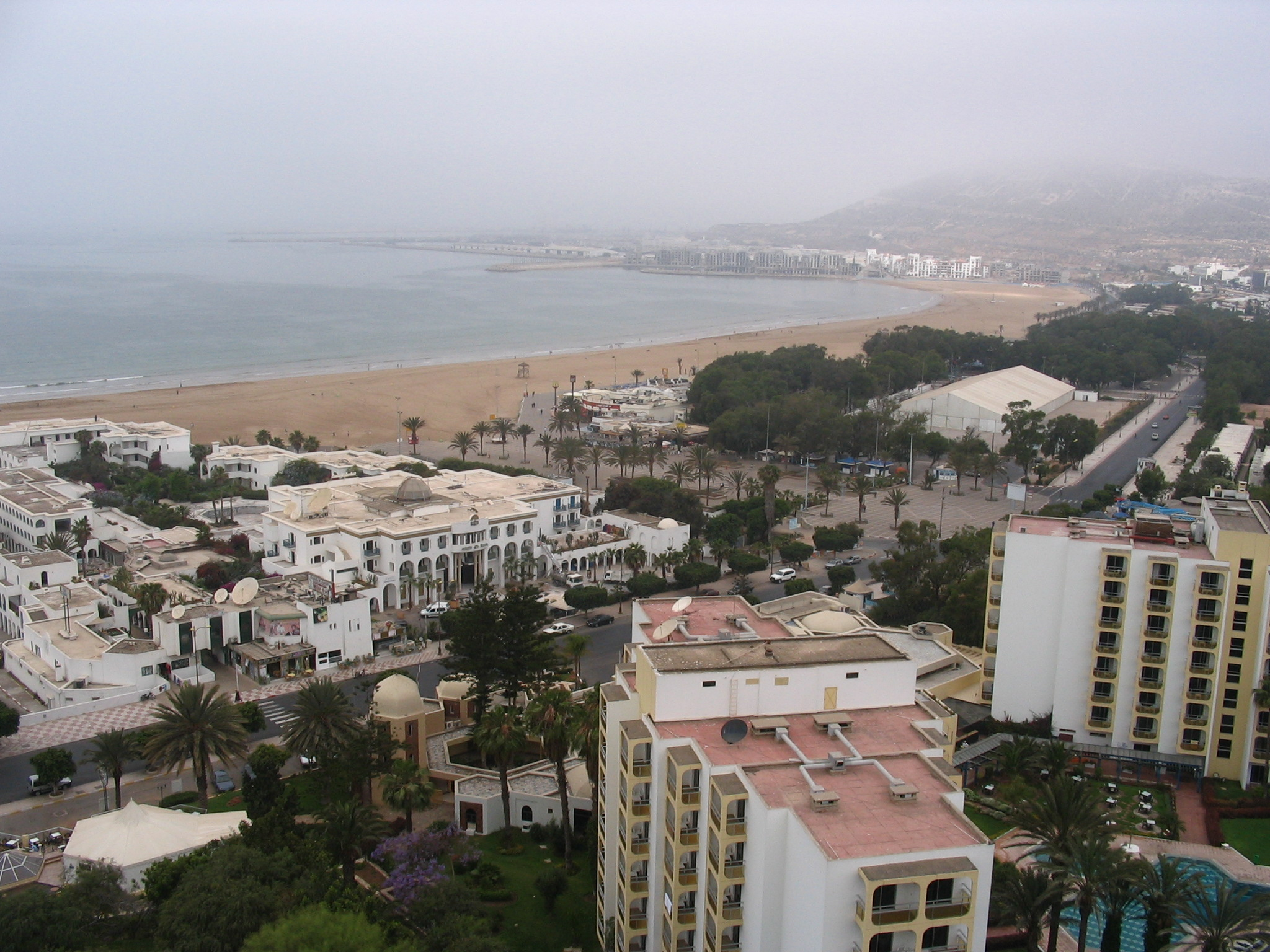
La plage d'Agadir sous la brume
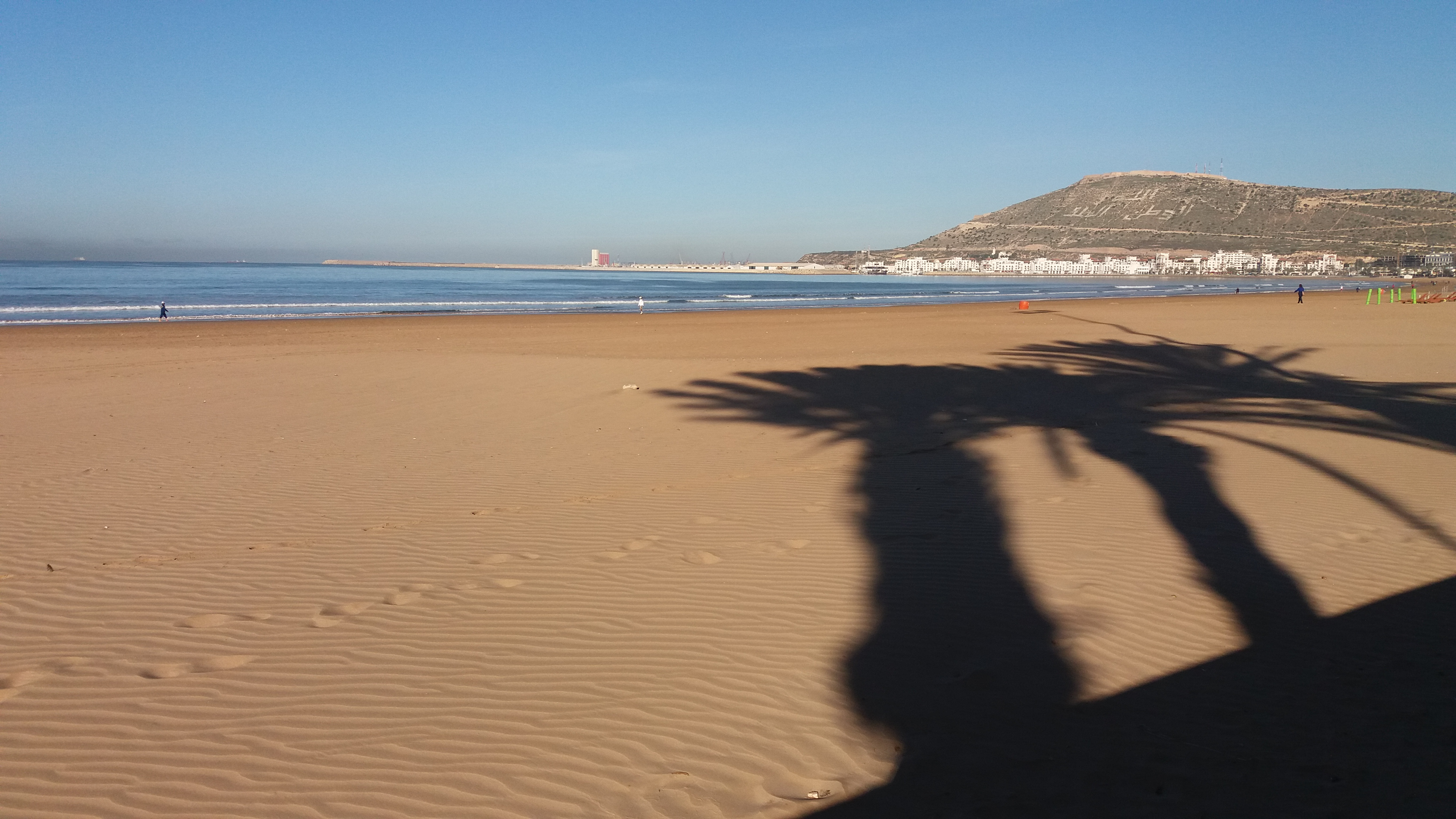
La plage d'Agadir sous un ciel dégagé

Agadir se situe au sud-ouest du Maroc, le long de la baie de Taghazout, sur la côte atlantique, à 550 km au sud de Casablanca, 235 km à l'ouest de Marrakech et à 170 km d'Essaouira. 

### Activité sismique
Après le séisme de 1960, de nouvelles secousses telluriques ont été enregistrées dans la région d'Agadir :
- 29 janvier 2015 à 4 h 29 GMT, de magnitude 3,8 sur l'échelle de Richter[38]
- 20 février 2017 à 7 h 44 GMT, de magnitude 4,5 sur l'échelle de Richter[39]

### Climat
Agadir possède un climat méditerranéen semi-aride.
Le cumul annuel des précipitations à Agadir est de 250 mm. Selon les années les pluies peuvent être fortes et provoquer des inondations, comme ce fut le cas en 2008, 2009, 2010 et 2014. Les quelques jours de pluie surviennent entre novembre et mars. L'ensoleillement est de plus de 340 jours par an, mais la brume et la rosée matinale en été ne sont pas rares. Les températures sont fortement influencées par le front alizé présent tout au long de l'année, et varient peu entre l'hiver et l'été. Les températures moyennes vont de 14 °C - 16 °C en janvier, à 20 °C-25 °C en juillet. Cependant la région connait parfois des remontées d'air saharien nommées chergui, qui peuvent exceptionnellement et durant quelques jours (2 à 5) faire monter la chaleur au-dessus de 40 °C (voir Climat du Maroc).
La plus basse température enregistrée à Agadir est de −2,6 °C. Un record de chaleur de 50,4 °C a été enregistré le 11 août 2023 à la station d'Agadir-ville, dépassant le précédent record de 49,5 °C établi le 6 juillet 2020 à l'aéroport d'Agadir (qui avait rendu caduc le record de 49,1 °C du 30 juillet 2009 enregistré, lui aussi, à l'aéroport).
En 1950, l'affiche de la Compagnie de navigation Paquet proclamait « Hiver comme été, je me baigne à Agadir ».
| mois               | J  | F  | M  | A  | M  | J  | Jt | A  | S  | O  | N  | D  |
| Température(°C)    | 14 | 15 | 17 | 17 | 19 | 22 | 24 | 24 | 23 | 21 | 18 | 14 |
| Précipitations(mm) | 46 | 43 | 30 | 25 | 3  | 0  | 0  | 0  | 3  | 25 | 53 | 61 |

| Mois                    | J  | F  | M  | A  | M  | J  | J  | A  | S  | O  | N  | D  |
| ----------------------- | -- | -- | -- | -- | -- | -- | -- | -- | -- | -- | -- | -- |
| Record de chaleur (réf) | 32 | 31 | 36 | 39 | 45 | 46 | 49 | 50 | 45 | 39 | 37 | 32 |
| Record de froid (réf)   | -2 | 3  | 5  | 7  | 9  | 10 | 12 | 13 | 8  | 5  | 2  | 0  |

## Culture
Le Festival Timitar, festival des musiques amazighes et des musiques du monde, se tient à Agadir tous les étés, depuis sa création en juillet 2004.
L'association Maroc Mouvement s'implique dans le domaine artistique et organise des concerts, des expositions et des rencontres dans les arts plastiques, le design, la musique, le graphisme, la photographie, l'environnement et la santé.
Autres manifestations de l'agenda culturel de la ville d'Agadir :
- Noiz Makerz concert de la musique urbaine ;
- Breaking South Championnat national (break dance) ;
- Festival international du film documentaire (FIDADOC) en novembre ;
- Festival Issni N'Ourgh du film amazigh (FINFA) en novembre ;
- Bilmawen, Festival international d'Agadir;
- Festival cinéma et migrations d'Agadir ;
- Festival international du théâtre universitaire d'Agadir ;
- Concert pour la tolérance en novembre ;
- Festival du rire d'Agadir.

La ville compte trois palais, mais le roi Mohammed VI, qui préfère le nord du pays et l’étranger, ne s'y rend que très rarement.

## Éducation
La ville d'Agadir comporte l'Université Ibn Zohr, l'une des plus grandes du Maroc, et qui comprend la faculté de médecine et de pharmacie, la faculté des sciences, la faculté des sciences juridiques, économiques et sociales, la faculté des lettres et des sciences humaines, la faculté polydisciplinaire de Ouarzazate et des établissements d'études supérieures : l'École nationale de sciences appliquées (ENSA), l'École nationale de commerce et de gestion (ENCG), l'École supérieure de technologie d'Agadir (ESTA) et l'École nationale d'architecture (ENA).
Mais également l’université internationale d'Agadir (Universiapolis).
Elle possède également un établissement scolaire français à l'étranger, le lycée français d'Agadir, ainsi que le lycée public Youssef-Ben-Tachfine, les classes préparatoires aux grandes écoles (CPGE) Mohammed-Réda-Slaoui et le lycée technique Al-Idrissi.

### Lycée Youssef-Ben-Tachfine et Lycée technique Al idrissi

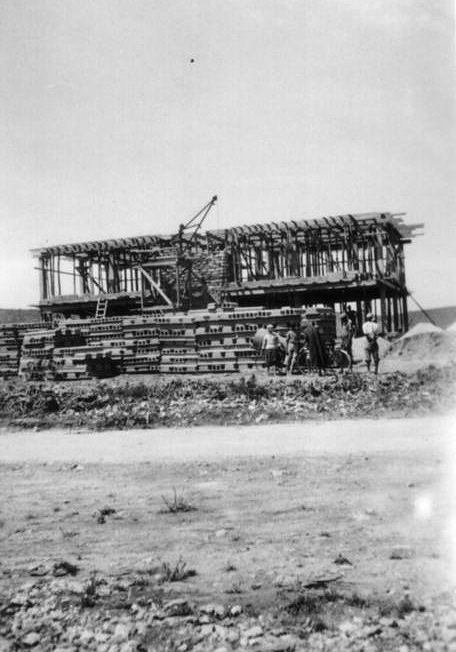
Lycée Youssef Ben-Tachfine en construction : 9 avril 1951

Le nom de cet établissement fait référence au troisième imam et le premier sultan de la dynastie berbère des Almoravides Youssef-Ben-Tachfine. La construction du lycée s'est déroulée entre début 1951 et octobre 1953.

### Lycée français international d'Agadir
Le lycée français international d'Agadir (en arabe الثانوية الفرنسية بأغادير) est un établissement d'enseignement homologué par le ministère français de l'Éducation nationale relevant de l'Office scolaire universitaire et international (OSUI), dans le respect de la Convention culturelle franco-marocaine et sous le contrôle pédagogique du service de coopération et d'action culturelle de l'Ambassade de France. Le lycée français d'Agadir existe sous son statut actuel depuis 1997. Il s'est installé dans de nouveaux bâtiments construits en 2002 sur les projets architecturaux de Mohamed Salem Bouaida, diplômé de l'École d'architecture Saint-Luc de Bruxelles. Le lycée accueille les élèves français, marocains et étrangers de la moyenne section de maternelle à la terminale, où il prépare au baccalauréat français et à l'Option internationale de ce baccalauréat (section scientifique S et section économique et sociale ES). Le lycée français d'Agadir a créé une section BTS Tourisme (animation et gestion touristiques locales - AGTL). Le rattachement au lycée français international d'Agadir de l'ancienne école primaire et collège « Paul-Gauguin », relevant de l'AEFE, est effectif depuis 2014. L'effectif est d'environ 1 220 élèves.

## Sport
La ville d'Agadir possède un club de football connu sous le nom de Hassania Agadir et la ville a construit le nouveau stade Adrar, dans lequel l'équipe joue ses matchs à domicile. La ville accueille également le Royal Tennis Club d'Agadir. Il pourrait accueillir des matchs de la Coupe du Monde de la FIFA 2030.
Le Hassan II Golf Trophy et les tournois de golf Lalla Meryem Cup de l'European Tour et du Ladies European Tour se déroulent au Golf du Palais Royal à Agadir depuis 2011.

### Football
- Hassania d'Agadir
- Historique du parcours international du Hassania d'Agadir
- Grand stade d'Agadir
- Association Sportive Chabab Lakhiam
- Raja Cercle Municipalité d'Agadir

### Taekwondo
- Association club El johara
- Association club Central

### Autres sports
- Royal Tennis Club d'Agadir
- Najah Souss Agadir
- Cité Suisse Basket Agadir
- Agadir Surf Academy
- Club sport Ski nautique à Agadir

## Anciens gouverneurs
- Abdelkrim Laroussi 1986-1993
- Mohamed Bouamrani
- Rachid Filali Amine
- Mohamed Boussaïd (1er mars 2010 – 11 mai 2012)
- Mohamed El Yazid Zellou
- Zineb El Adaoui (19 octobre 2015 – 25 juin 2017)
- Ahmed Hajji (25 juin 2017- 19 octobre 2023)

## Personnalités liées à Agadir
- Abdelaziz Lahrech, (18 novembre 1918 - 14 mars 1994), leader régional du Parti démocratique et de l'indépendance (PDI) fut signataire du Manifeste de l'indépendance du 13 janvier 1944, révoqué des PTT et emprisonné le 29 janvier 1944 sur décision du résident général pour avoir neutralisé les communications.
- Mohamed Bensaid Aït Idder, né le 1er juillet 1925 à Massa, parlementaire qui fut le premier à dénoncer publiquement le bagne de Tazmamart.
- Michel Vieuchange, (1904-1930), aventurier et explorateur Français décédé à Agadir.
- Mohammed Khaïr-Eddine, (1941-1995), écrivain marocain .
- Dominique Strauss-Kahn, économiste, homme politique et haut fonctionnaire international français né à Neuilly-sur-Seine en 1949, issu d'une famille juive, installée au Maroc en 1951, Dominique Strauss-Kahn grandit à Agadir. La famille quitte le Maroc pour Monaco à la suite du tremblement de terre d'Agadir de 1960.
- Abbès Kabbage, (mort le 1er mai 1984), chef régional du Parti de l'Istiqlal avant de rejoindre l'Union nationale des forces populaires dans les années 1960.
- Tariq Kabbage, (fils du Abbès),homme politique marocain, Il a été maire de la ville d'Agadir entre 2009 et 2015, pour le compte de l'Union socialiste des forces populaires (USFP), né à Agadir (1948).
- Vigon (Abdelghafour Mouhsine), chanteur marocain marocain né à Rabat, Il passait la majeure partie de son temps de travail à Agadir.
- Jacques Bensimon, (1943-2012), réalisateur, producteur et exécutif de cinéma et de télévision publics au Canada, né à Agadir.
- Françoise Castex, femme politique française du Parti socialiste, née à Agadir (1956).
- Sion Assidon, militant marocain des droits de l'homme de confession juive qui s'oppose au sionisme, né à Agadir (1948).
- Omar Hilale, diplomate marocain, Il est l'actuel représentant permanent du Maroc aux Nations unies à New York, né à Agadir (1951).
- El-Houssaine Kili, musicien marocain de musique du monde et d'afropop, Son instrument est le Gembri, né à Agadir (1955).
- Ahmed Aznag, (1956-2019), acteur marocain, né à Rabat et originaire d'Agadir, la ville où il est décédé.
- Abdellah Elachiri, arbitre international marocain de Football depuis 2000 également dirigeant d'une société, né a Agadir (1967).
- Ali Anouzla, journaliste marocain d'investigation, né à Agadir (1964).
- Aicha Tachinouite, danseuse et chanteuse marocaine née à Inezgane (Agadir) (1968).
- Samir Abaakil, arbitre international marocain de basket-ball, né à Taza originaire d'Agadir.
- Redouane Jiyed, arbitre international marocain de Football, née à Agadir (1979).
- Hicham Allouli, footballeur marocain et le directeur du Grand Stade d'Agadir, né à Agadir (1979).
- Saphia Azzeddine, scénariste et écrivaine franco-marocaine, née à Agadir (1979).
- Jawad Akadar, (1984-2012), footballeur international marocain, né à Khouribga et mort à Agadir d'une crise cardiaque le 20 octobre 2012 après le match de son club Hassania d'Agadir contre le KAC Kénitra.
- Moncef Slaoui, chercheur immunologiste et dirigeant d'entreprise belgo-américo-marocain né à Agadir (1959).
- Saad Dine El Otmani, médecin et homme d'État marocain, Entre le 5 avril 2017 et le 7 octobre 2021, il devient le Chef du gouvernement du Maroc, né à Inezgane (Agadir) en 1956.
- Aziz Akhannouch, né en 1961 à Tafraout, est un homme d'affaires et homme d'État marocain, et chef du gouvernement du Maroc depuis le 7 octobre 2021, il grandit entre Agadir et Casablanca, Il est également maire d’Agadir depuis les élections communales de 2021.
- Jean-Yves Le Déroff, skipper français, champion olympique en 1988, né à Inezgane (Agadir) en 1957.
- Abdullah El Baoudi,(1986-2012) acteur néerlando-marocain né à Agadir.
- Mohamed Bouchareb, champion de muay-thaï né à Agadir (1986).
- Achraf Kharroubi, boxeur marocain né à Agadir (1990).
- Sofia Gon's, chanteuse franco-marocaine née à Agadir.
- Saadia Himi, mannequin et reine de beauté Néerlandaise née en 1984 à Nijmegen originaire d'Agadir.
- Youssef Krou, joueur franco-marocain de Beach volley-ball né à Agadir (1989).
- Jawad Bendaoud, criminel franco-marocain, Il est le loguer des terroristes qui ont perpétré les attentats de 13 novembre 2015 à Paris, né à Épinay-sur-Seine originaire d'Agadir.
- Mohamed Choua, joueur de basket-ball professionnel marocain né à Agadir (1992).
- Nadia Roz, humoriste et comédienne franco-marocaine née à Colombes originaire d'Agadir
- Ramzi Boukhiam, surfeur marocain né à Agadir (1993).
- Hanane Aït El Haj, footballeuse internationale marocaine née à Agadir (1994).
- Ghizlane Chhiri, footballeuse internationale marocaine née à Agadir (1994).
- Hassan kachloul, footballeur international franco-marocain né à Agadir (1973).
- Omar Najdi, footballeur international marocain né à Agadir (1986).
- Jalal Daoudi, footballeur international marocain né à Agadir (1988).
- Issam Chebake, footballeur international franco-marocain, né à Agadir (1989).
- Mourad Batna, footballeur international marocain né à Agadir (1990).
- Mohamed Achraf Saoud, joueur de futsal international marocain né à Agadir (1990).
- Hamid Ahaddad, footballeur international marocain né à Dcheira Agadir (1994).
- Walid Azaro, footballeur international marocain né à Dcheira Agadir (1995).
- Karim El Berkaoui, footballeur international marocain né à Agadir (1995).
- Ismail Amazal, joueur de futsal international marocain né à Inezgane Agadir (1996)
- Abdelkrim Baadi, footballeur international marocain né à Agadir (1996).
- Yassine Kechta, footballeur international marocain né à Gennevilliers originaire d'Agadir.
- Moha K, rappeur franco-marocain né à Agadir (2003).
- Mehdi Amri, joueur de football freestyle et champion du monde, né à bruxelles originaire d'Agadir.

## Sites à visiter
- La vue sur la ville et la baie depuis Agadir Oufella (la Casbah).
- Musée municipal Bert Flint sur le boulevard Mohammed-V.
- Vallée des oiseaux, zoo des oiseaux s'étirant sur l'avenue des Administrations, entre les boulevards Hassan-II et du 20-Août.
- Crocoparc Agadir, premier parc à crocodiles au Maroc.
- Mosquée Mohammed-V, sur le boulevard du Président-Kennedy.
- Souk al-Had.
- Le petit train d’Agadir : circuit dans la ville.
- Musée de patrimoine amazigh (berbère) place Ayt Souss.
- Le jardin d'Olhão ou jardin du Portugal et son musée mémorial à Talborjt.
- Le parc d'Ibn Zaidoune, vaste espace vert au centre-ville composé de deux sections séparées par l'avenue du Président Kennedy, abritant en plus de son grand jardin un bassin, des terrains de sport ainsi qu'un skatepark.
- Le parc Sud, ou parc d'Al Inbiaat. Réaménagé dans le cadre du Programme de Développement Urbain de la Ville d'Agadir, il abrite des playgrounds de baskeball, des terrains de pratique sportive et des aires de jeux pour enfants. Il jouxte la salle couverte omnisport d'Al Inbiaat.
- La marina avec son architecture arabo-andalouse et ses commerces.
- La plage d'Agadir.
- La vieille ville d'Inezgane.
- le delphinarium Agadir Dolphin World Maroc, ouvert en 2018.
- Le téléphérique d'Agadir entre le Pont de Tildi et Agadir Oufella, ouvert à l'été 2022.
- Le parc aquatique Danialand Waterpark, inauguré en 2024.
- Le musée de la reconstruction de la ville d'Agadir, ouvert en 2025

| Culture | Nature | Mixte |

| Site Touristique           | Commune | Nombre de visiteur / Jours | Activité à Faire            | Image |
| -------------------------- | ------- | -------------------------- | --------------------------- | ----- |
| Agadir Oufella             | Agadir  | ~ 14 000                   | Balade, Vue Panoramique     |       |
| Marina Agadir              | Agadir  | ~ 15 000                   | Balade, Shopping            |       |
| Corniche et Plage d'Agadir | Agadir  | ~ 40 000                   | Balade, Randonnée, Shopping |       |
| Jardin Olhao               | Agadir  | ~ 1 000                    | Balade                      |       |
| Mosquée Mohammed V         | Agadir  | ~ 2 300                    | Balade                      |       |
| Souk El Had                | Agadir  | ~ 52 000                   | Balade, Shopping            |       |
| Crocoparc                  | Agadir  | ~ 15 000                   | Balade                      |       |
| Medina Agadir              | Agadir  | ~ 13 400                   | Randonnée, Balade           |       |

### Voir aux alentours
- La ville de Taroudant à 80 km à l'est, le long du Souss.
- Imouzzer des Ida-Outanane, à 60 km au nord-est.
- Les plages de Taghazout et Tamraght. Un vaste projet d'aménagement touristique de la baie de Taghazout, Taghazout-Argana Bay, a été lancé en 2007.
- La ville de Tiznit à 90 km au sud, la plage d'Aglou, à 18 km de Tiznit et Tafraout, à 80 km de Tiznit, dans son magnifique site de rochers de granit rose.
- Le parc national de Souss-Massa et l'oued Massa, à environ 70 km au sud, et le village de pêcheurs de Tifnit
- La ville de Sidi Ifni, à 160 km au Sud sur la côte.
- La ville d'Essaouira à 175 km au Nord sur la côte.
- La ville de Guelmim à 200 km au Sud.
- Paradise Valey à 20 km au nord.

## Films tournés à Agadir
- 1934 : Le Grand Jeu de Jacques Feyder
- 1954-55 : Oasis d'Yves Allégret
- 1969 : Du soleil plein les yeux de Michel Boisrond
- 1988 : Y'a bon les blancs de Marco Ferreri
- 2006 : Indigènes de Rachid Bouchareb[50]
- 2009 : Les Filles du désert de Hubert Besson, épisode de la série télé Plus belle la vie
- 2011 : Agadir Bombay de Myriam Bakir

## Jumelages
La ville d'Agadir est jumelée avec :
- Nantes (France) ;
- Olhão (Portugal) ;
- Miami (États-Unis) ;
- Oakland (États-Unis).

Pacte de coopération :
- Lyon (France).